# Wennigsen (Deister)
Wennigsen (Deister) ist eine Gemeinde mit rund 14.000 Einwohnern in der Region Hannover, die etwa 15 km südwestlich von Hannover in Niedersachsen liegt. Der waldreiche Ort befindet sich am Höhenzug des Deisters innerhalb des Calenberger Lands.

## Geografie

### Lage
Die Gemeinde Wennigsen (Deister) liegt am Höhenzug des Deisters, einem nördlichen Ausläufer der Mittelgebirgslandschaft des Weserberglandes. Sie befindet sich rund 15 km südwestlich der Landeshauptstadt Hannover und gehört zur historischen Landschaft des Calenberger Landes, das sich zwischen dem Deister und dem Fluss Leine erstreckt. Außerdem liegt der Ort in der Calenberger Lössbörde mit fruchtbaren Böden, die als Ackerland intensiv landwirtschaftlich genutzt werden. Die höchste Erhebung Wennigsens und zugleich der Region Hannover liegt mit 405 m ü. NHN auf dem Bröhn als dem Kamm des Deisters. Aus dem Zusammenfluss der beiden Bäche Wennigser Mühlbach und Bredenbecker Bach entspringt im Ortsteil Evestorf die etwa 16 km lange Ihme. Hier ist auch der niedrigste Punkt mit 69 m ü. NHN.

### Nachbargemeinden
Wennigsen grenzt – im Uhrzeigersinn, beginnend im Norden – an die Städte Gehrden, Ronnenberg, Springe und Barsinghausen.

### Ortsteile

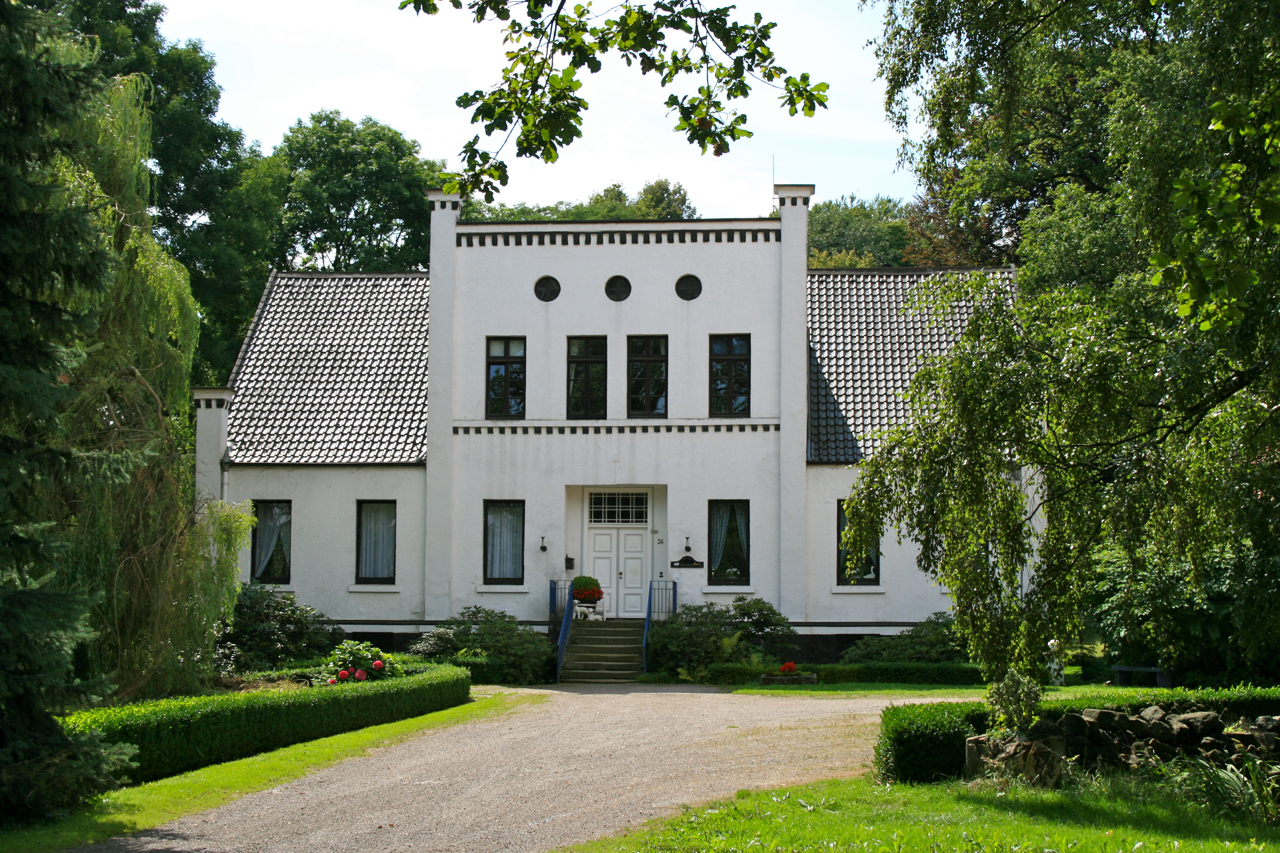
Widdergut Vier Eichen in Argestorf

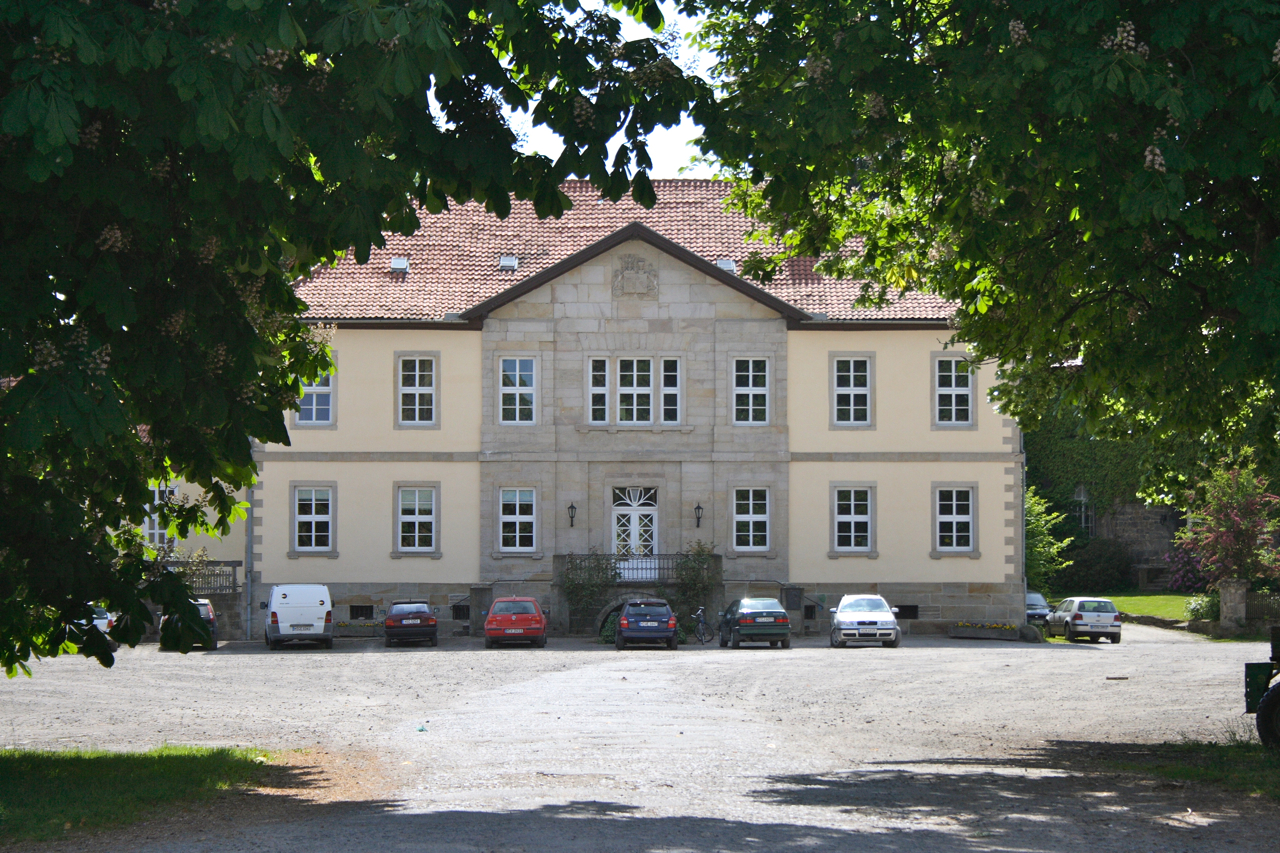
Rittergut Bredenbeck der Freiherrn Knigge

Seit der Gebietsreform 1970 besteht die Gemeinde Wennigsen (Deister) aus acht Ortsteilen:
- Argestorf (321 Einwohner, Gemarkung 2,9 km²)
- Bredenbeck mit Steinkrug (3.401 Einwohner, Gemarkung 14,4 km²)
- Degersen (2.128 Einwohner, Gemarkung 6,4 km²)
- Evestorf (322 Einwohner, Gemarkung 1,5 km²)
- Holtensen (1.299 Einwohner, Gemarkung 5,7 km²)
- Sorsum (590 Einwohner, Gemarkung 2,7 km²)
- Wennigsen mit Waldkater (5.899 Einwohner, Gemarkung 20,3 km² inkl. Wennigser Mark)
- Wennigser Mark (1.204 Einwohner)

Ortslagen (Splittersiedlungen) der Gemeinde Wennigsen (Deister):
- Waldkater (Ortsteil Wennigsen, 220 Einwohner)
- Steinkrug (Ortsteil Bredenbeck, 201 Einwohner)

### Flächennutzung
Die Gesamtfläche der Gemeinde von 53,9 km² unterteilt sich in folgende Nutzungsarten:
- Hof- und Gebäudeflächen: 4,5 km²
- Sport und innerörtliche Grünflächen (Erholung): 0,4 km²
- Straßen, Wege, Plätze: 2,2 km²
- Ackerland: 20,5 km²
- Sonstige landwirtschaftlich genutzte Flächen: 1,4 km²
- Wald (Laubwald 5,1 km², Nadelwald 4,8 km², Mischwald 14,6 km²): 24,5 km²
- Wasserläufe und -flächen: 0,33 km²
- Sonstige Flächen: 0,07 km²

Mit 46 Prozent hat die Gemeinde den höchsten Waldanteil in der Region Hannover.

### Klima
Wennigsen liegt bei der Jahresdurchschnittstemperatur und der Niederschlagsmenge im Durchschnitt der gemäßigten Zone. Der kälteste Monat ist der Januar mit durchschnittlich 0,6 °C. Die wärmsten Monate sind im langjährigen Mittel die Monate Juli und August mit je 17,2 und 16,9 °C.
|                        | Jan  | Feb  | Mär  | Apr  | Mai  | Jun  | Jul  | Aug  | Sep  | Okt  | Nov  | Dez  |   |      |
| Mittl. Temperatur (°C) | 0,6  | 1,1  | 4    | 7,8  | 12,6 | 15,8 | 17,2 | 16,9 | 13,7 | 9,7  | 5    | 1,9  | ⌀ | 8,9  |
| Mittl. Tagesmax. (°C)  | 4    | 4    | 9    | 13   | 18   | 21   | 23   | 23   | 19   | 14   | 8    | 4    | ⌀ | 13,4 |
| Mittl. Tagesmin. (°C)  | 0    | −1   | 2    | 4    | 8    | 11   | 13   | 13   | 10   | 7    | 3    | 1    | ⌀ | 6    |
|                        |      |      |      |      |      |      |      |      |      |      |      |      |   |      |
| Niederschlag (mm)      | 51,7 | 38,3 | 49,6 | 50,1 | 58,6 | 66,0 | 64,9 | 62,5 | 48,3 | 41,5 | 53,9 | 56,6 | Σ | 642  |
|                        |      |      |      |      |      |      |      |      |      |      |      |      |   |      |
| Sonnenstunden (h/d)    | 1,39 | 2,38 | 3,52 | 5,00 | 6,88 | 6,93 | 6,61 | 6,57 | 4,55 | 3,47 | 1,72 | 1,12 | ⌀ | 4,2  |

| 0 |

| −1 |

| 2 |

| 4 |

| 8 |

| 11 |

| 13 |

| 13 |

| 10 |

| 7 |

| 3 |

| 1 |

| 0 |

| −1 |

| 2 |

| 4 |

| 8 |

| 11 |

| 13 |

| 13 |

| 10 |

| 7 |

| 3 |

| 1 |

| N i e d e r s c h l a g | 51,7 | 38,3 | 49,6 | 50,1 | 58,6 | 66,0 | 64,9 | 62,5 | 48,3 | 41,5 | 53,9 | 56,6 |
|                         | Jan  | Feb  | Mär  | Apr  | Mai  | Jun  | Jul  | Aug  | Sep  | Okt  | Nov  | Dez  |

## Geschichte

### Geschichte

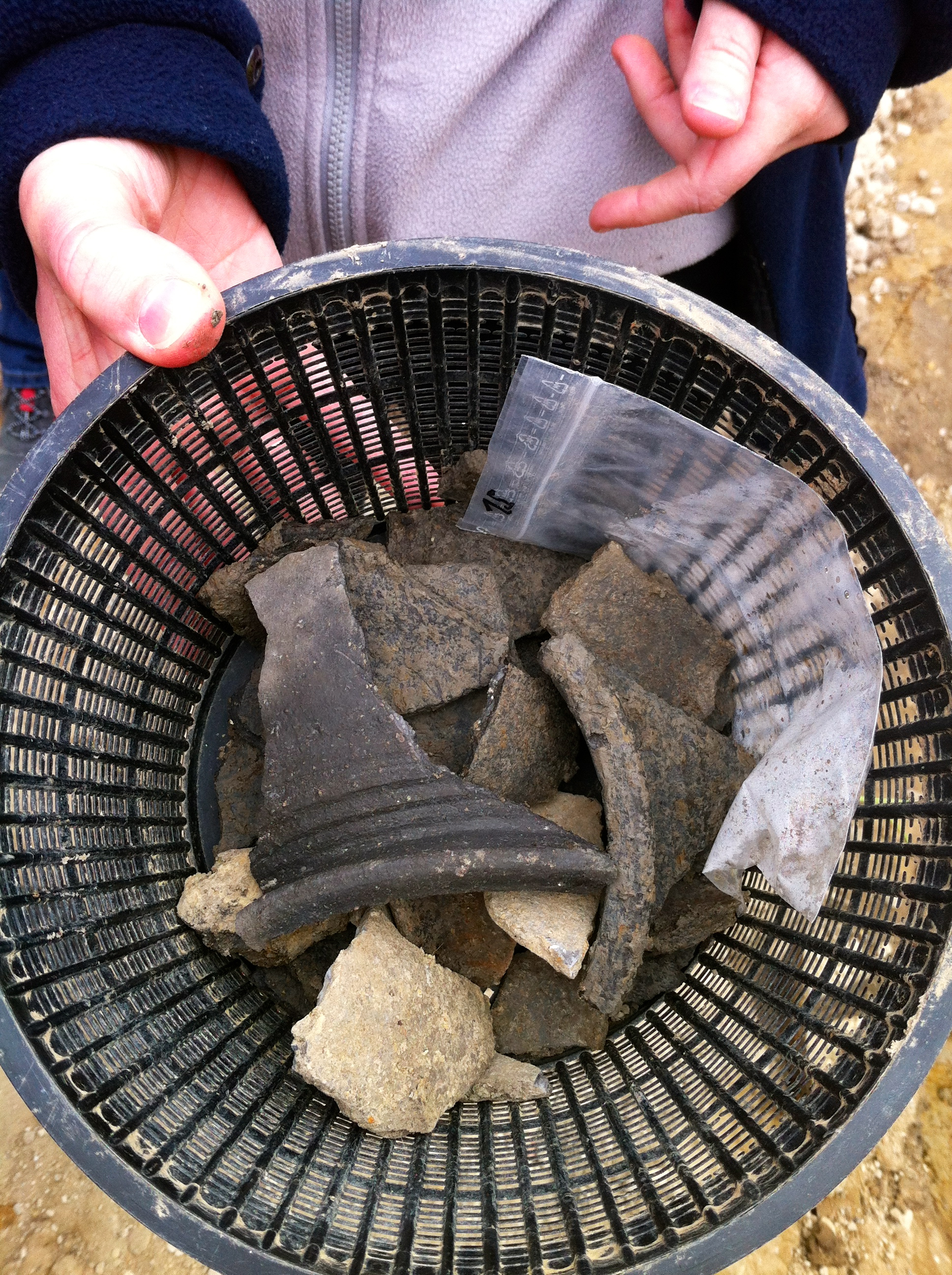
Keramikscherben des 10. bis 12. Jahrhunderts, gefunden bei einer Ausgrabung März 2012 in Wennigsen

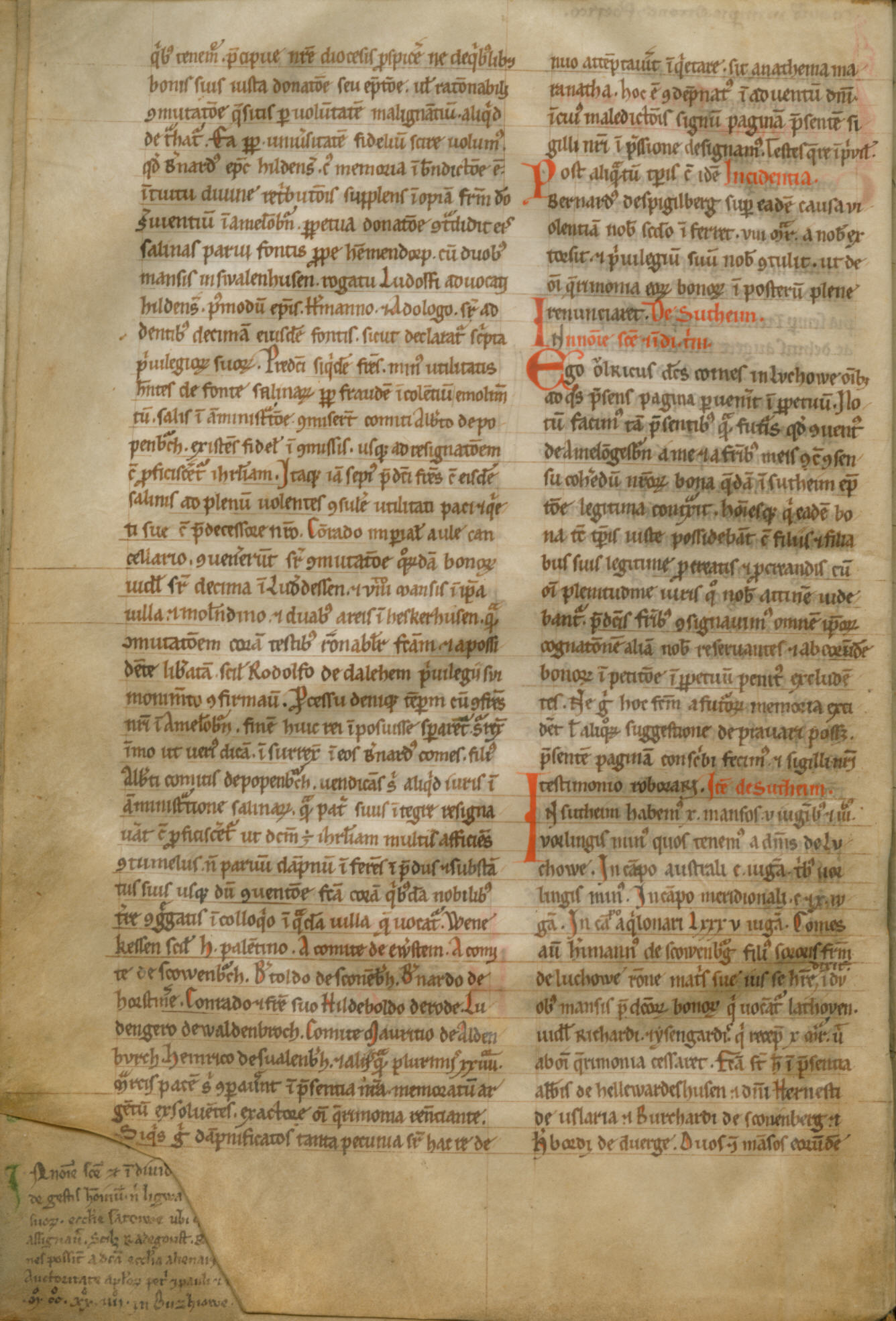
Erste urkundliche Nennung von Wennigsen um 1200 als Wenekessen (linke Spalte, 9./8. Reihe von unten)

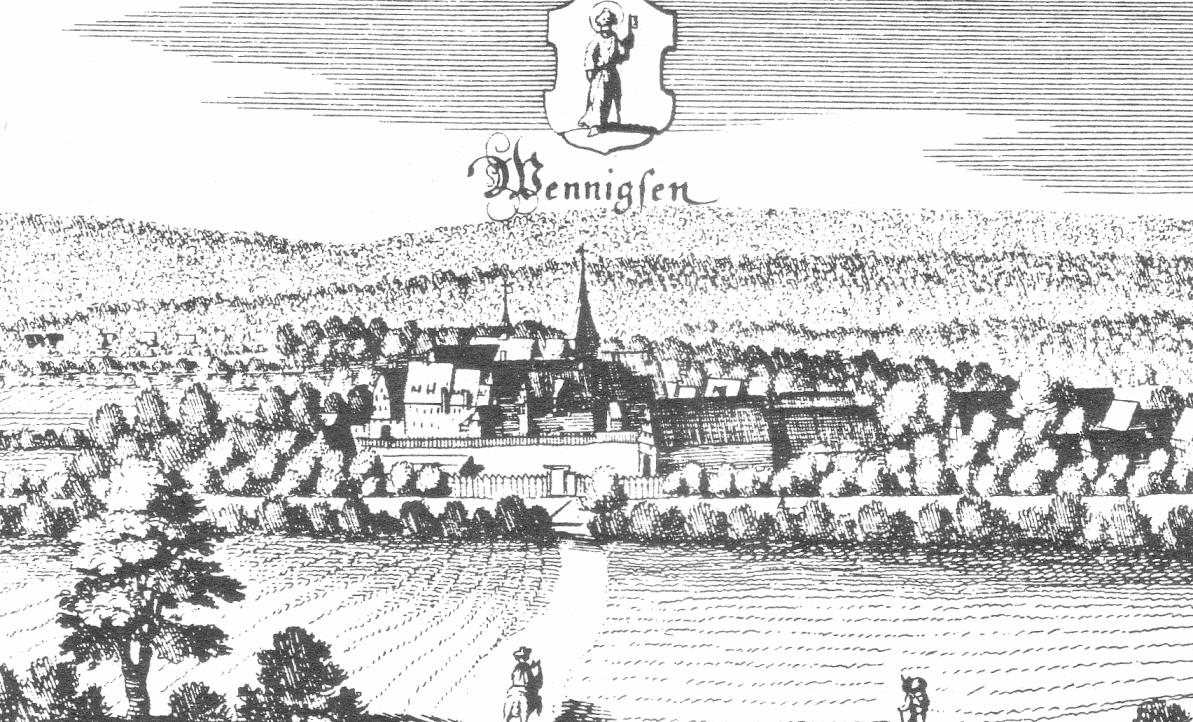
Merian-Stich von Wennigsen um 1650

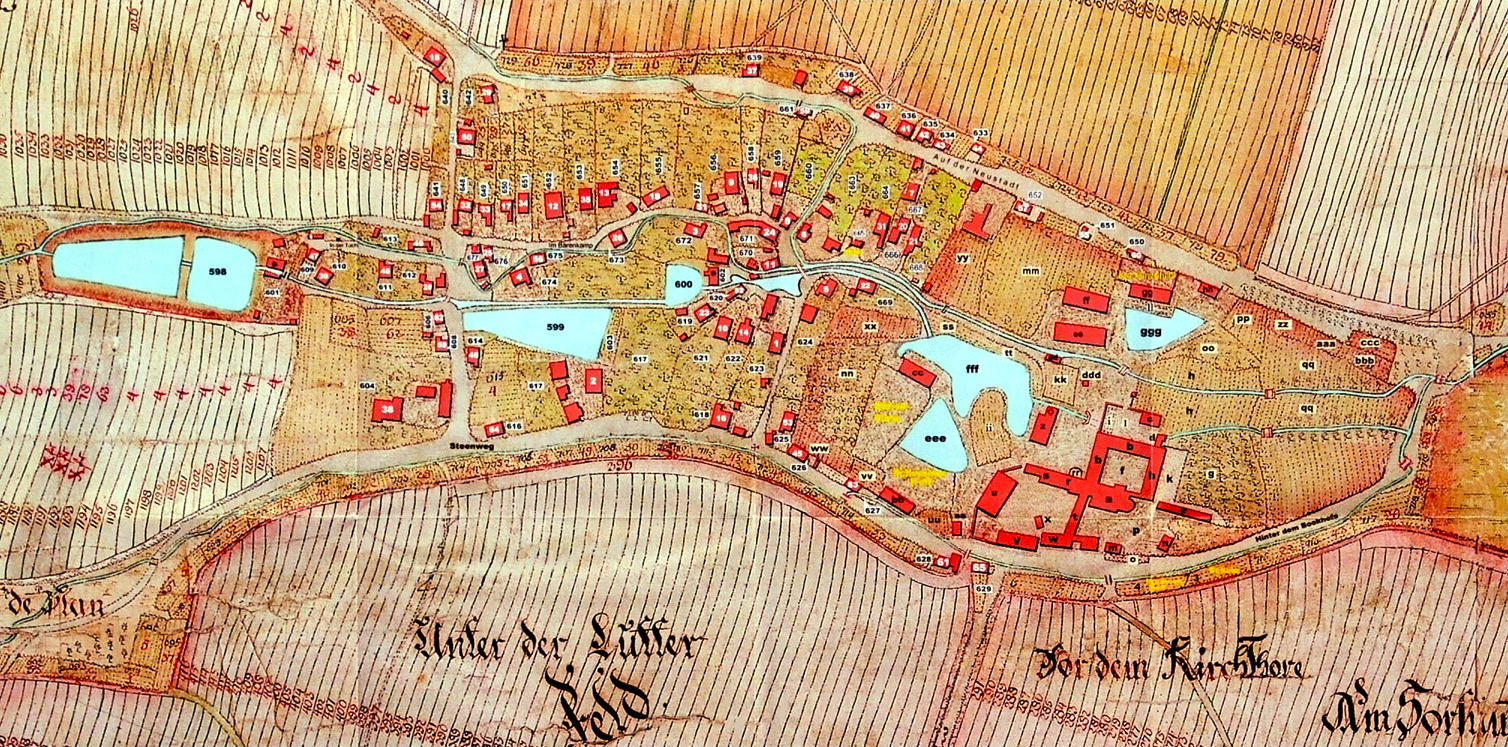
Ortsplan von 1751

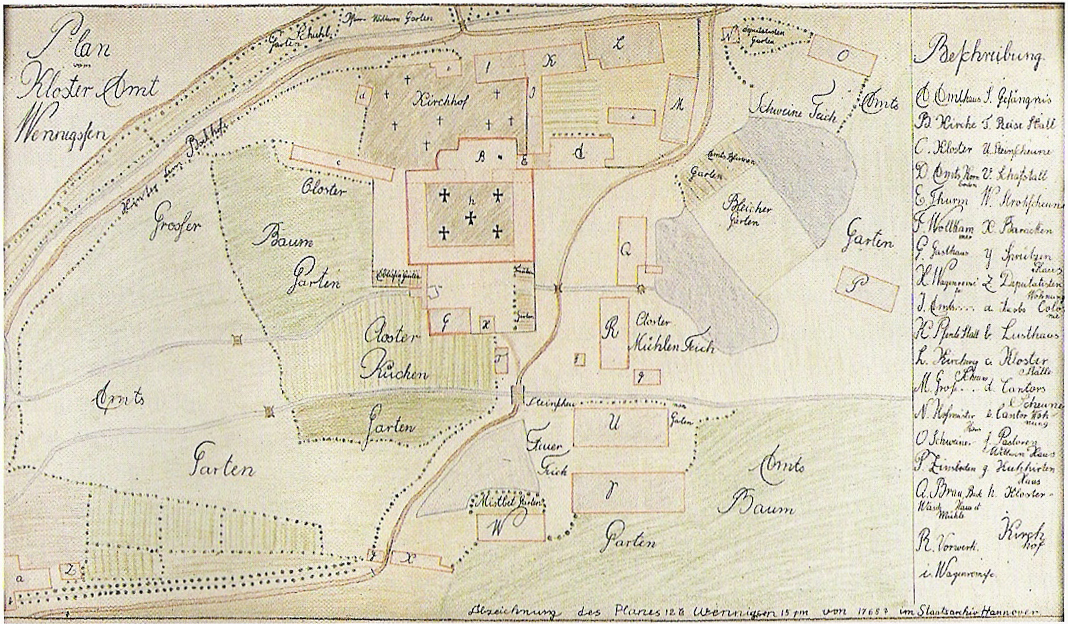
Plan von Kloster Wennigsen 1765

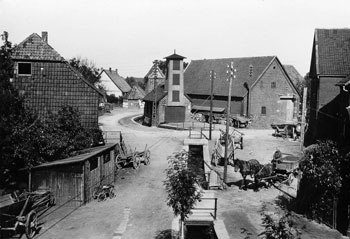
Feuerwehrplatz als Zentrum des ehemaligen Bauerndorfes Wennigsen um 1920

Wennigsen und seine Nachbarorte entstanden wahrscheinlich in der Siedlungs- und Rodungsperiode des fränkischen Reiches zwischen dem 5. und 8. Jahrhundert. Die bisher ältesten Siedlungsfunde in Form von Grubenhäusern und Keramikscherben wurden im März 2012 bei archäologischen Ausgrabungen beim Neubau des Kindergartens Vogelnest in der Neustadtstraße in etwa 200 m Entfernung vom Kloster gemacht. Diese Funde wurden auf das 10. bis 12. Jahrhundert datiert.
Die erste schriftliche Erwähnung (zwischen 1199 und 1206) des Ortes Wennigsen, die nur in einer Abschrift des 13. Jahrhunderts im Copialbuch des Klosters Amelungsborn überliefert ist, befindet sich in einer Urkunde des Bischofs Hartbert von Hildesheim. In diesem Dokument wird beurkundet, dass Graf Bernhard von Poppenburg aus Wennigsen auf die Verwaltung des vom Kloster Amelungsborn seinem Vater übertragenen Salzwerkes in Swalenhusen bei Hemmendorf verzichtet. Aus der Existenz dieser Urkunde ergibt sich, dass zu dieser Zeit in Wennigsen eine Ansiedlung des Grafen Bernhard von Poppenburg vorhanden ist. Graf Poppenburg führte im Siegel ein Wappen mit einem Querbalken, auf dem sich drei fünfblättrige Rosen befanden. Diese Poppenburger Rose benutzt die Gemeinde Wennigsen noch heute als Wappen.
1330 wurde eine Neuverteilung der Anrechte von 88 umliegenden Ortschaften am Deisterwald vorgenommen, hierbei wird als mitberechtigt auch der Ort Wennigsen genannt. Eine Beurkundung aus dem Jahr 1352, bei der die Äbtissinnen des Klosters Wunstorf und des Klosters Wennigsen sowie Gerhard I. von Schauenburg, Bischof von Minden und weitere Adlige Zeugen sind, regelt unter anderem die Abtrennung der Waldmark Wennigsens von der Waldmark des Ortes Redderse.
Im Dreißigjährigen Krieg wurde der Ort durch Brände nahezu vollständig zerstört, die Bevölkerung hatte Raub und Plünderungen zu erleiden. 1626 wurde das Kloster geplündert.
Herzog Georg Wilhelm von Braunschweig-Lüneburg (nach seinem Tode zu Fürstentum Hannover vereinigt) teilte dem Ort nach der Teilung der Großvogtei Calenberg im neu gegründeten Amt Calenberg die Gerichtsbarkeit zu; das Amtsgericht Wennigsen besteht bis heute.
Starken wirtschaftlichen Aufschwung brachte die Entdeckung von Steinkohle im Deister und ihre Förderung ab 1636. Die erste urkundliche Erwähnung des Kohlebergwerks am Bröhn datiert auf das Jahr 1639. Auf Grund der schlechten Qualität war die Kohle für Schmiedearbeiten ungeeignet und wurde vorwiegend für Kalkbrennerei in Linden oder in Waldglashütten wie in Bredenbeck-Steinkrug eingesetzt.
Von 1859 bis 1885 war Wennigsen Hauptort des Amtes Wennigsen, das das Gebiet der heutigen Städte Barsinghausen, Gehrden, der Gemeinde Wennigsen sowie die westlichen Teile der Stadt Ronnenberg umfasste. Im Jahre 1885 wurde das Amt Wennigsen mit dem Amt Linden zum Landkreis Linden vereinigt, der bis 1932 bestand und dann dem Landkreis Hannover zugeschlagen wurde. Bis zum 31. Dezember 2004 gehörte Wennigsen zum Regierungsbezirk Hannover, der wie die übrigen niedersächsischen Regierungsbezirke 2004 aufgelöst wurde.
Im Jahre 1872 wurde die Bahnstrecke von Linden nach Haste (Deisterbahn) in Betrieb genommen. Diese Bahnstrecke bildet heute einen Teil der Linien S1, S2 und S21 der S-Bahn Hannover.
Im August 1957 wurde Horst Mohaupt (1927–2006) zum Gemeindedirektor ernannt und übte dieses Amt 12 Jahre lang aus. Im Jahre 1969 wurde der Zusammenschluss mit den Nachbargemeinden Argestorf, Bredenbeck, Degersen, Evestorf, Holtensen und Sorsum zur Einheitsgemeinde Wennigsen (Deister) zum 1. Januar 1970 beschlossen. Dieser Zusammenschluss und das ihn regelnde Gesetz diente als Muster für die wenige Jahre später folgenden Gebiets- und Verwaltungsreformen in ganz Niedersachsen. Erster Gemeindedirektor der neuen Großgemeinde war Reinhard Feldkamp.
Der erste hauptamtliche Bürgermeister der Gemeinde war Christoph Meineke (parteilos), der das Amt vom 1. Januar 2007 bis zum 31. Oktober 2021 innehatte. Er übernahm das Amt von der ehrenamtlichen Bürgermeisterin Renate Borrmann (SPD) und dem Gemeindedirektor Kunibert Ewert (CDU). Bei den Kommunalwahlen 2021 trat Meineke nicht erneut an. Zu seinem Nachfolger wurde Ingo Klokemann (SPD) gewählt.

### Ortsname
Um 1200 hieß der Ort Wennekessen, 1230 lautete der Ortsname Wennicigissen. Erst 1932 wurde der Name amtlich auf Wennigsen festgelegt. Der Name könnte von wenec = wenig, winzig abgeleitet sein und kleine Siedlung bedeuten.
Der Ortsname hat sich immer wieder geringfügig geändert.
| - 1236 Weniggessem - 1241 Wenekessen - 1250 Wennigessen - 1274 Weningesen - 1291 Weningissen - 1301 Wenigsen - 1349 Weningessen | - 1368 Weninghessen - 1392 Wennynghessen - 1506 Wennigessen - 1571 Wennigßen - 1592 und 1616 Wennigsen - 1653 Wennessen - ab 1654 Wennigsen |

### Wiedergründung der SPD

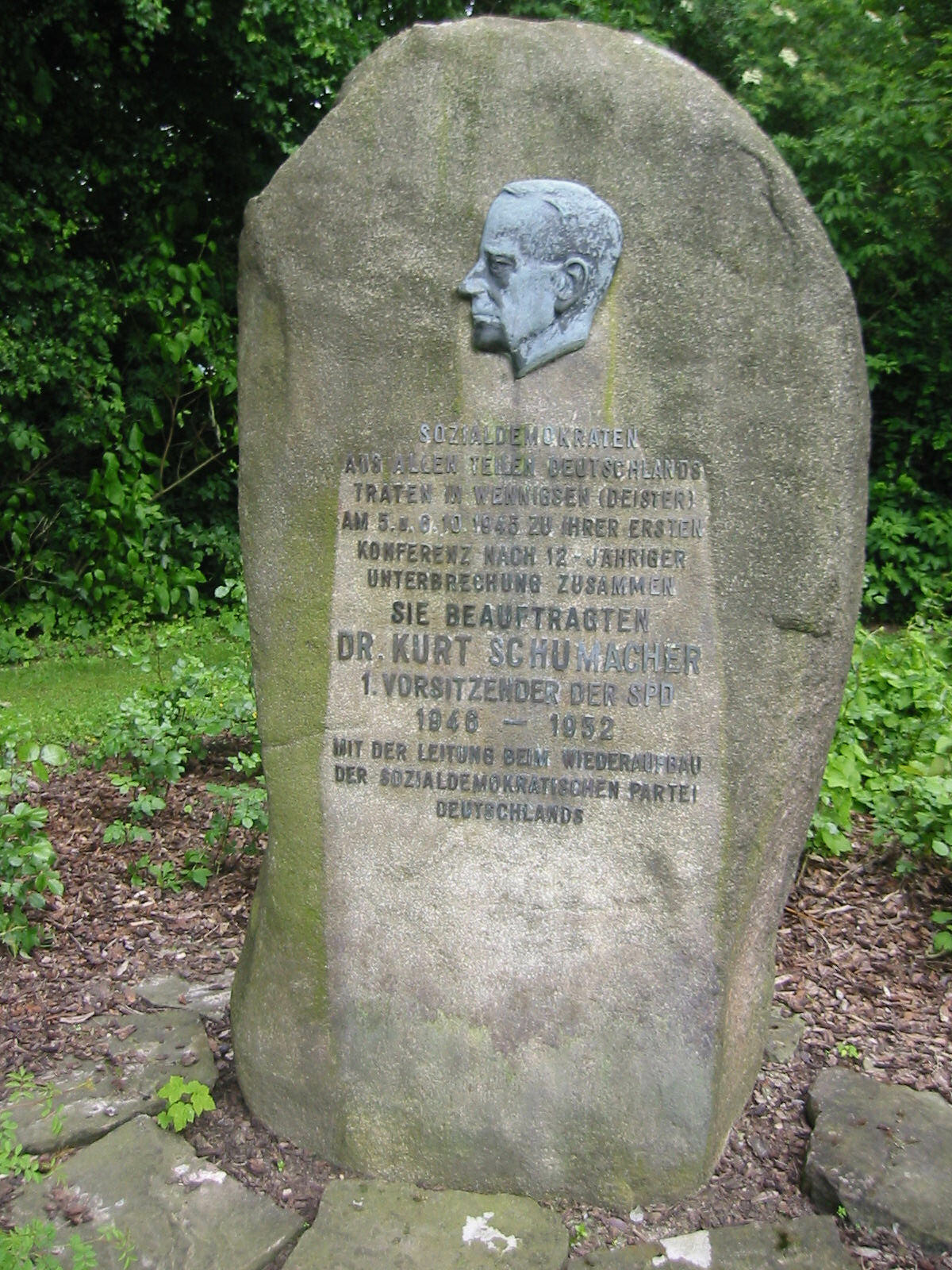
Denkmal für Kurt Schumacher und die Wennigser Konferenz

Auf der Wennigser Konferenz vom 5. bis 7. Oktober 1945 wurde nach der NS-Diktatur im damaligen Bahnhofs-Hotel Petersen die SPD wiedergegründet. Ausgewählt wurde der Ort unter anderem wegen der Bahnverbindung zum damaligen Flughafen Bückeburg (jetzt Heeresflugplatz Bückeburg) sowie der sozialdemokratischen Tradition des Ortes. Auf dem als erste zentrale Zusammenkunft von Sozialdemokraten bezeichnete Treffen kamen Sozialdemokraten aus allen Teilen Deutschlands sowie dem Londoner Exilvorstand zusammen. Die Versammlung entschied, Kurt Schumacher mit der Leitung beim Wiederaufbau der Sozialdemokratischen Partei Deutschlands in den drei westlichen Besatzungszonen zu beauftragen. Eine Gedenktafel am heutigen Hotel Calenberger Hof in der Bahnhofstraße sowie ein Denkmal gegenüber dem Bahnhof erinnern an dieses Ereignis.

### Einwohnerentwicklung
Im Jahr 1925 hatten die das heutige Wennigsen bildenden Dörfer insgesamt 5458 Einwohner. Nach einem leichten Rückgang auf 5444 im Jahr 1933 kam es bis zum Jahr 1939 zu einem Anstieg auf 5807 Einwohner. Von 1940 an ist die Wennigser Einwohnerzahl bis 1985 gestiegen und liegt seitdem bei rund 14.000 Personen, dabei sind Ausländer zu 14 % vertreten.  Die Sterberate überstieg im Jahr 2020 mit 11,7 Sterbefällen pro 1000 Einwohner die Geburtenrate von 8,0. In den Jahren 2016 bis 2020 gab es einen positiven Wanderungssaldo von 226 Personen, d. h. es sind mehr Personen zugezogen als weggezogen. Der Agglomerationsraum der Landeshauptstadt wirkt sich offenbar attraktivitätssteigernd aus und kompensiert die negative Geburtenrate in Wennigsen.
Das Durchschnittsalter in Wennigsen beträgt 46,9 Jahre. Die mit 37 % größte Bevölkerungsgruppe stellen die 40- bis 64-Jährigen, gefolgt von den Senioren mit 26 %. An dritter Stelle ist mit 18 % die sogenannte Elterngeneration (20 – 39 Jahre) zu finden. Kinder (0 – 11 Jahre, 12 %) und Jugendliche (12 – 19 Jahre, 8 %) haben einen ähnlich hohen Anteil von zusammen 19 %. Der absolute Anteil von Frauen beträgt 7.247, der der Männer 6.796. Die Schwankungsbreite der Altersgruppen zwischen den einzelnen Ortschaften ist sehr unterschiedlich. Die 41- bis 59-Jährigen sind mit 4 % sehr homogen verbreitet. Bei der Generation 60 plus liegt die Differenz bei 16 %. Hier hat Sorsum mit 19,1 % den geringsten Anteil, die Wennigser Mark mit 30,3 % den höchsten Anteil. Der Kinderanteil ist ebenfalls heterogen verteilt und schwankt zwischen 1,9 % (Argestorf) und 6,4 % (Holtensen).
Die Zahl der sozialversicherungspflichtig Beschäftigten, die außerhalb Wennigsens – zumeist in der Region Hannover – im Jahr 2018 gearbeitet haben (Pendler), betrug 4.420 gegenüber 1.728 Einpendlern.

## Religion

### Evangelisch-lutherische Kirchen
Die Wennigser Kirchengemeinden gehören zum Kirchenkreis Ronnenberg in der Evangelisch-lutherischen Landeskirche Hannovers.
- Ev.-luth. Kirchengemeinde Holtensen-Bredenbeck, An der Kirche 3, Ortsteil Holtensen
  - Kirche, Linderter Straße 13, Ortsteil Holtensen
  - Dietrich-Bonhoeffer-Haus, August-Warnecke-Weg 2, Ortsteil Bredenbeck
- Ev.-luth. Marien-Petri-Gemeinde Wennigsen, Klosteramthof 3, Ortsteil Wennigsen
  - Klosterkirche Wennigsen, Klosteramthof 3, Ortsteil Wennigsen
  - Johannes-Kapelle, An der Kapelle, Ortsteil Sorsum

### Römisch-katholische Kirche

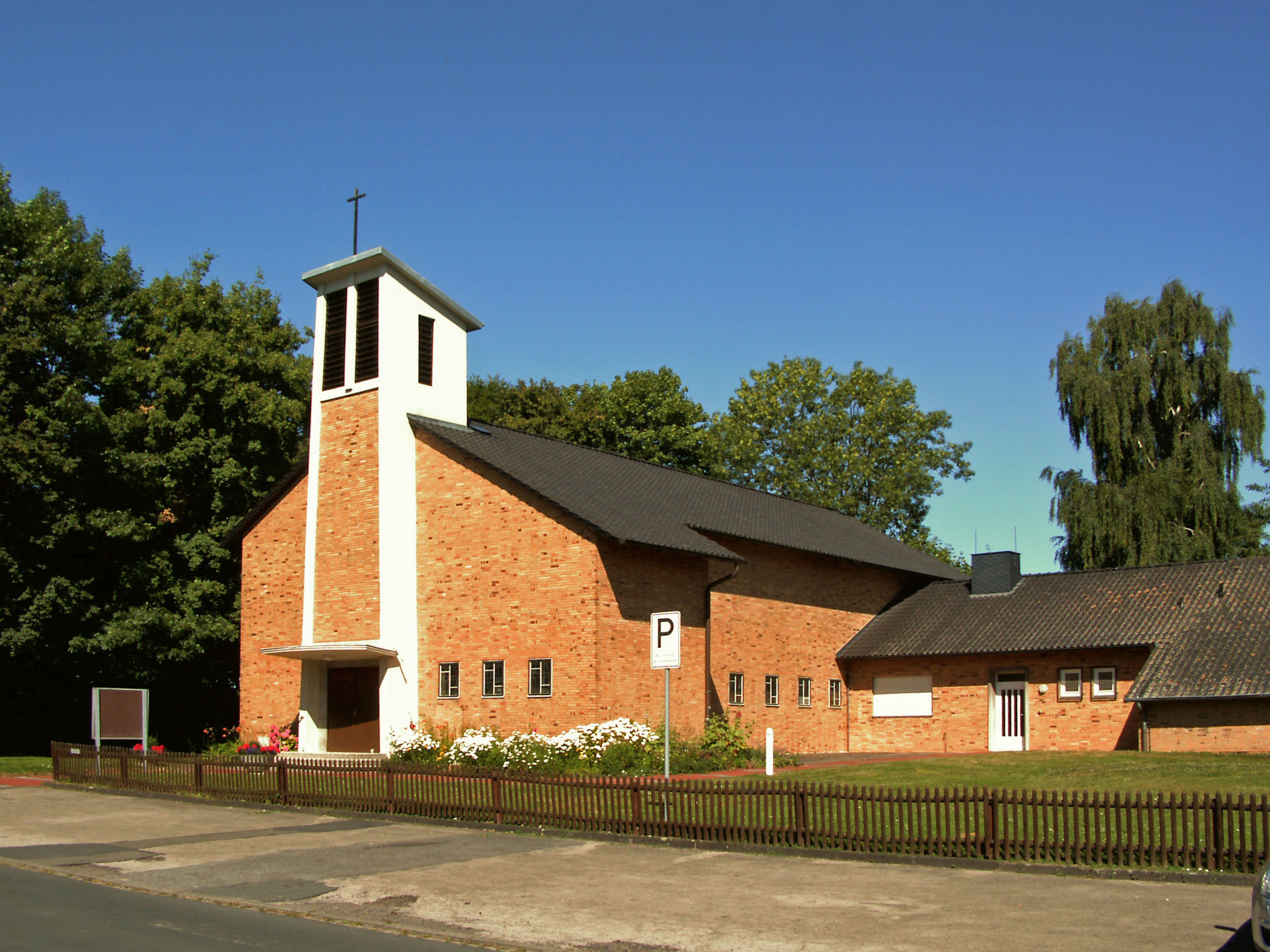
Kirche St. Hubertus

Die Pfarrgemeinde St. Bonifatius in Gehrden, zu der auch Wennigsen gehört, ist Teilkirche im Dekanat Hannover der Diözese Hildesheim.
- St. Hubertus, Wehweg 1, Ortsteil Wennigsen

Die Kirche St. Hubertus, benannt nach Hubertus von Lüttich, befindet sich am nördlichen Ortsrand von Wennigsen. 1960 erfolgte ihre Grundsteinlegung, und am 30. September 1961 wurde sie geweiht.
Eine weitere katholische Kirche, St. Christophorus, befand sich von 1962 bis 2014 im Ortsteil Holtensen.

### Freikirche
Die Christus-Gemeinde Wennigsen (Baptisten) gehört zur Evangelisch-Freikirchlichen Gesamtgemeinde Hannover im Bund Evangelisch-Freikirchlicher Gemeinden.
- Gemeindehaus der Christus-Gemeinde, Neustadtstraße 52, Ortsteil Wennigsen

## Politik

### Gemeinderat
Bei den letzten Gemeinderatswahlen kam es zu folgenden Ergebnissen:
| Partei                 | 12. Sept. 2021   | 12. Sept. 2021   | 12. Sept. 2021   | 11. Sept. 2016   | 11. Sept. 2016   | 11. Sept. 2016   | 11. Sept. 2011   | 11. Sept. 2011   | 11. Sept. 2011   | 10. Sept. 2006   | 10. Sept. 2006   | 10. Sept. 2006   | 2001     |
| SPD                    | 36,44 %          | 8.461            | 11 Sitze         | 36,5 %           | 8.135            | 11 Sitze         | 37,3 %           | 7.410            | 11 Sitze         | 42,8 %           | 8.421            | 13 Sitze         | 14 Sitze |
| GRÜNE                  | 22,00 %          | 5.109            | 7 Sitze          | 14,8 %           | 3.295            | 4 Sitze          | 24,8 %           | 4.938            | 7 Sitze          | 13,4 %           | 2.628            | 4 Sitze          | 3 Sitze  |
| CDU                    | 20,27 %          | 4.706            | 6 Sitze          | 26,0 %           | 5.786            | 8 Sitze          | 30,6 %           | 6.073            | 9 Sitze          | 33,8 %           | 6.641            | 11 Sitze         | 12 Sitze |
| FDP                    | 8,20 %           | 1.903            | 2 Sitze          | 8,0 %            | 1.780            | 2 Sitze          | 5,0 %            | 987              | 2 Sitze          | 9,9 %            | 1.947            | 3 Sitze          | 2 Sitze  |
| Wählergemeinschaft WfW | 4,96 %           | 1151             | 1 Sitz           |                  |                  |                  |                  |                  |                  |                  |                  |                  |          |
| AfD                    | 3,92 %           | 910              | 1 Sitz           | 9,2 %            | 2.043            | 3 Sitze*         |                  |                  |                  |                  |                  |                  |          |
| die Basis              | 2,41 %           | 560              | 1 Sitz           |                  |                  |                  |                  |                  |                  |                  |                  |                  |          |
| Piraten                | 1,81 %           | 421              | 1 Sitz           | 2,2 %            | 495              | 1 Sitz           |                  |                  |                  |                  |                  |                  |          |
| Wählergemeinschaft VGG |                  |                  |                  | 3,3 %            | 743              | 1 Sitz           |                  |                  |                  |                  |                  |                  |          |
| LINKE                  |                  |                  |                  |                  |                  |                  | 2,3 %            | 466              | 1 Sitz           |                  |                  |                  |          |
| Wahlbeteiligung        | 7.945 von 11.602 | 7.945 von 11.602 | 7.945 von 11.602 | 7.709 von 11.794 | 7.709 von 11.794 | 7.709 von 11.794 | 6.962 von 11.747 | 6.962 von 11.747 | 6.962 von 11.747 | 6.848 von 11.587 | 6.848 von 11.587 | 6.848 von 11.587 | –        |
| Wahlbeteiligung        | 68,48 %          | 68,48 %          | 68,48 %          | 65,4 %           | 65,4 %           | 65,4 %           | 59,3 %           | 59,3 %           | 59,3 %           | 59,1 %           | 59,1 %           | 59,1 %           | –        |

(*Die AfD hatte nur 2 Listenkandidaten aufgestellt.)
Unter den 2021 gewählten Mitgliedern des Gemeinderates sind 10 Frauen.

### Bürgermeister
Zum Bürgermeister der Gemeinde Wennigsen wurde am 26. September 2021 Ingo Klokemann (SPD) gewählt. In der Stichwahl gegen die parteilose Gegenkandidatin Ulrike Schubert erhielt Klokemann 51,72 Prozent. Die Wahlbeteiligung lag bei 74,12 Prozent.

### Städtepartnerschaft

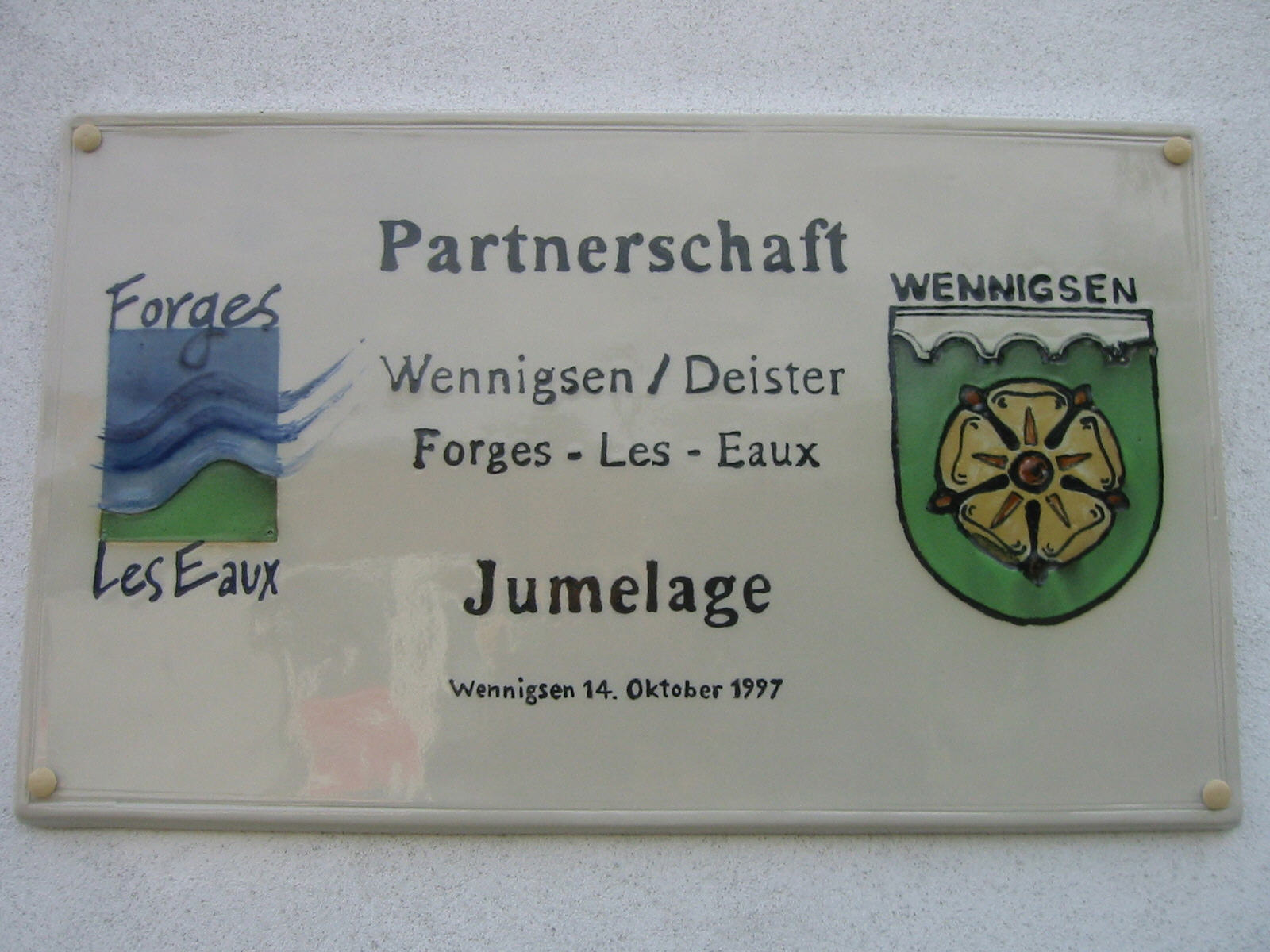
Gedenktafel am Rathaus

Wennigsen unterhält seit 14. Oktober 1997 eine Partnerschaft mit der französischen Stadt Forges-les-Eaux, einer Kommune in der Normandie.

### Wappen
Die Farben der Gemeinde Wennigsen sind Grün-Gold-Rot. Im grünen Schild ein silbernes Schildhaupt in Form eines romanischen Bogenfrieses mit vier Bogen; darunter eine rotbesamte goldene Rose.
Diese sogenannte Poppenburger Rose ist ein Bestandteil des Wennigser Wappens.

### Wappen der Ortsteile

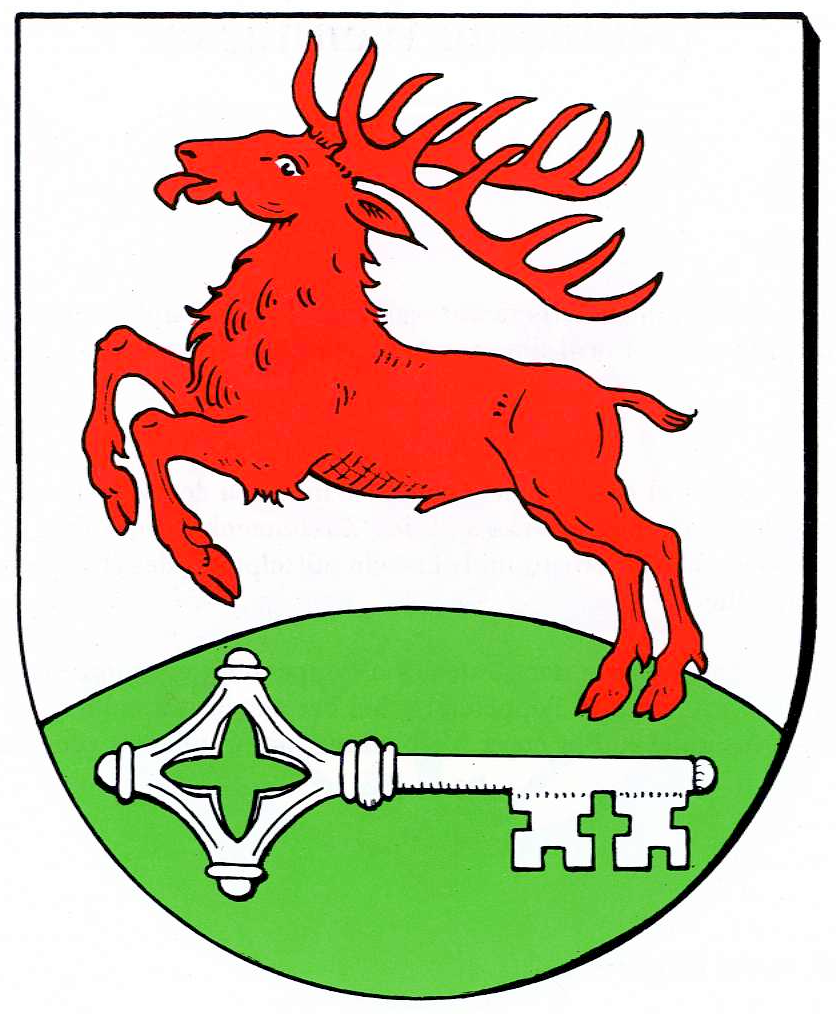
Wappen Argestorf
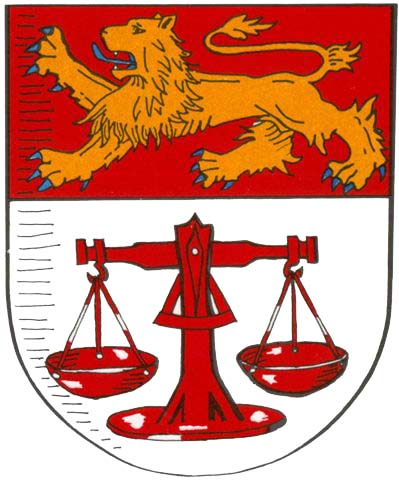
Wappen Bredenbeck
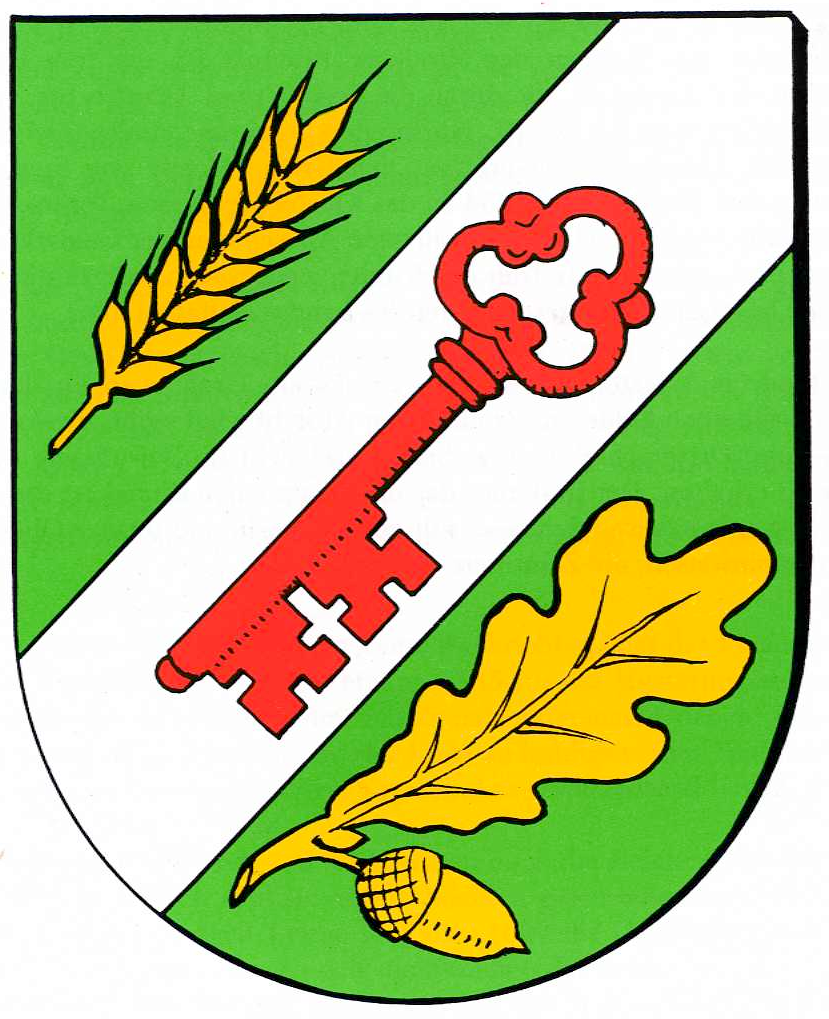
Wappen Degersen
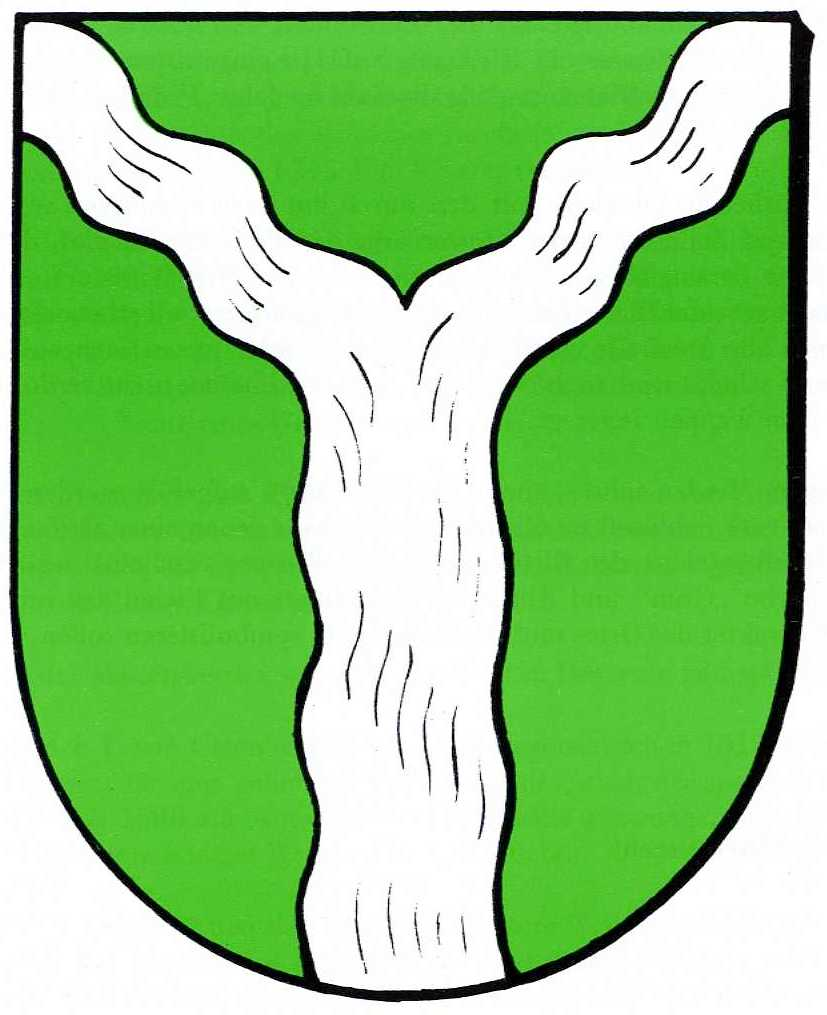
Wappen Evestorf
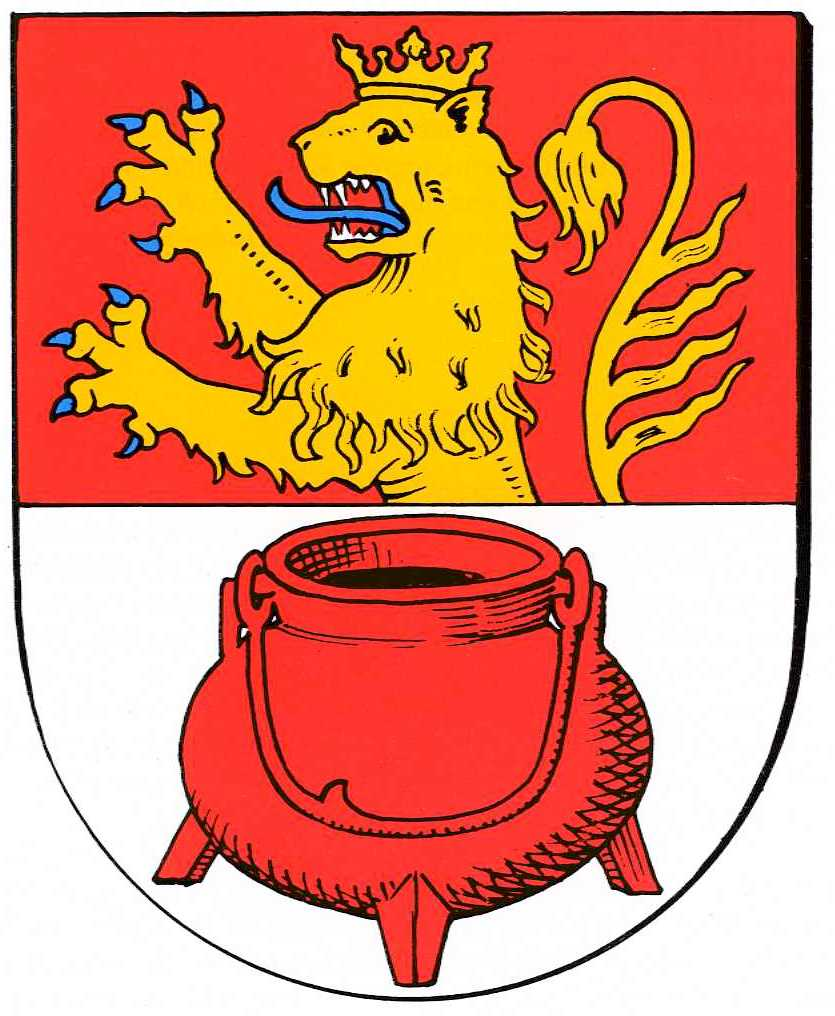
Wappen Holtensen
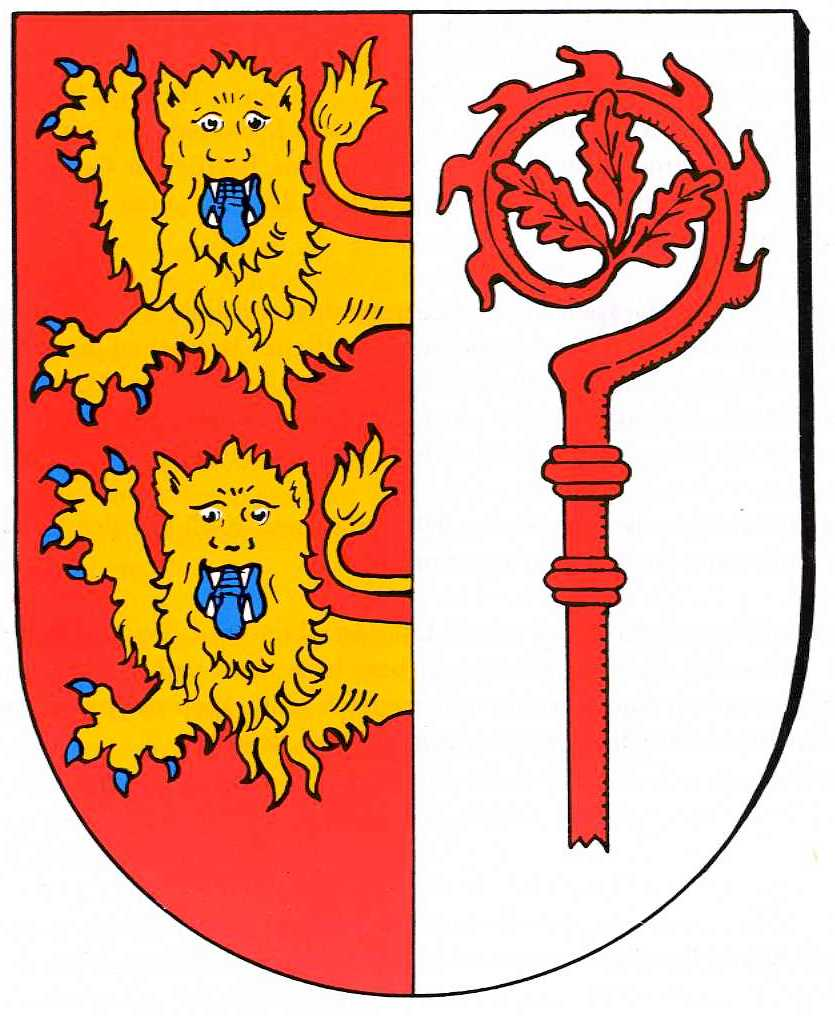
Wappen Sorsum
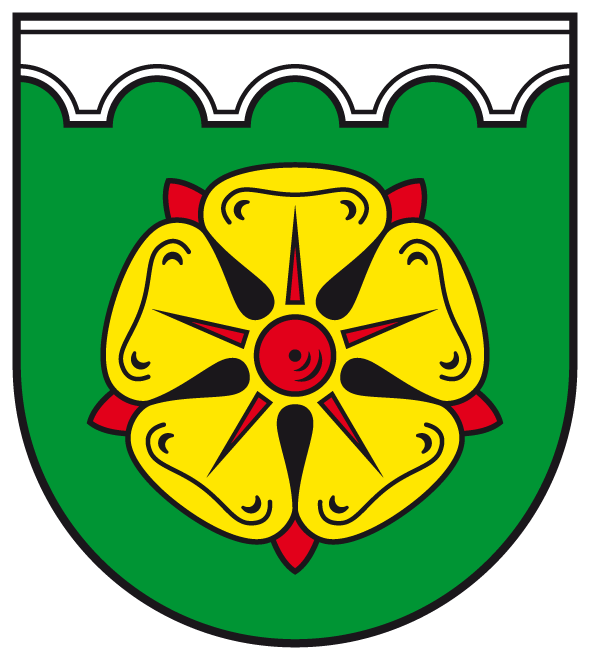
Wappen Wennigsen
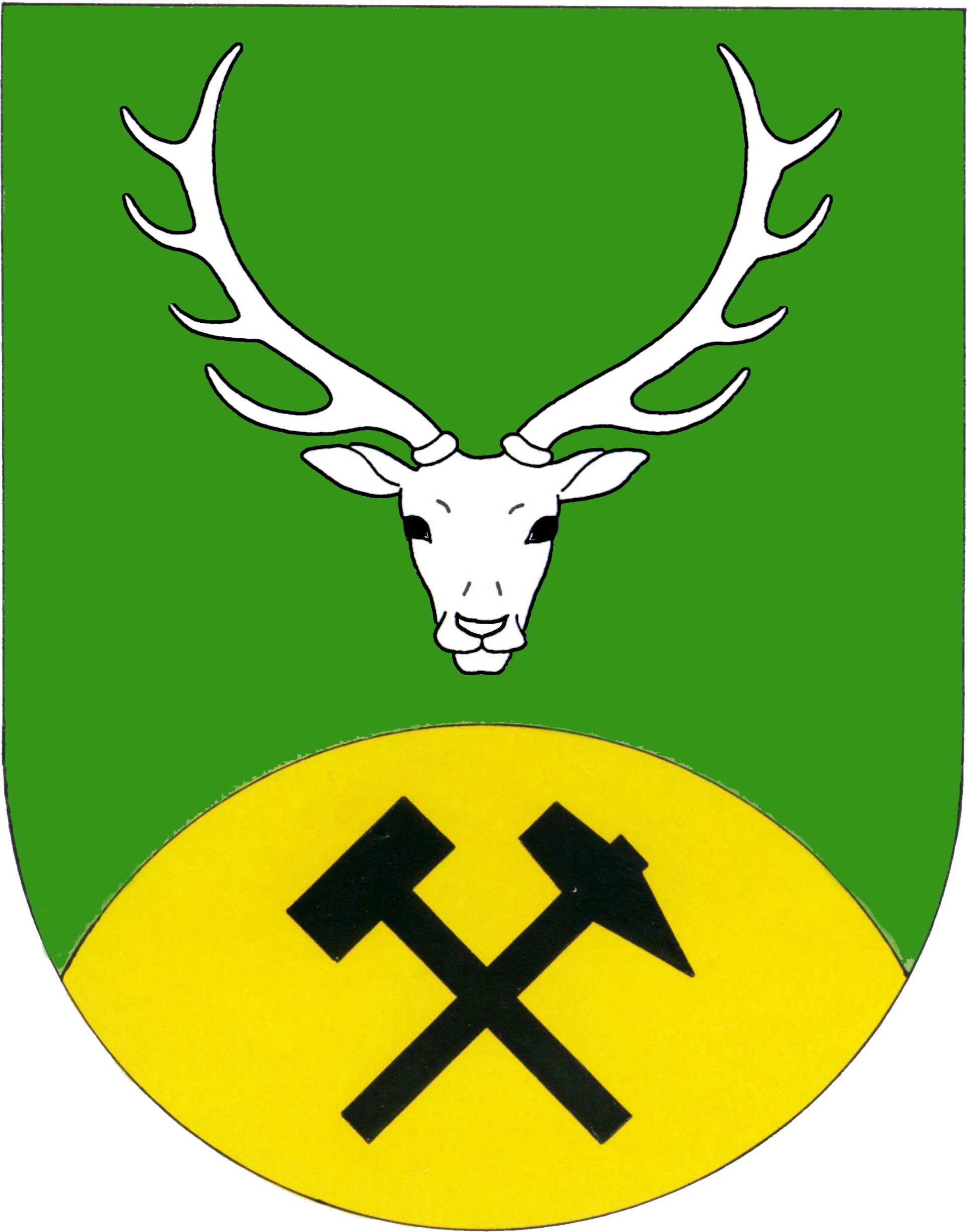
Wappen Wennigser Mark

### Ortsräte
Die acht Ortsteile haben in der Wahlperiode 2021 bis 2026 46 Ortsratsmitglieder. Diese setzen sich wie folgt zusammen:
|                | SPD | CDU | Grüne | WG* | parteilos |
| -------------- | --- | --- | ----- | --- | --------- |
| Argestorf      | -   | -   | -     | 5   | -         |
| Bredenbeck     | 3   | 2   | 1     | 1   | -         |
| Degersen       | 5   | 2   | -     | -   | -         |
| Evestorf       | -   | -   | 1     | 4   | -         |
| Holtensen      | 2   | 2   | 1     | -   | -         |
| Sorsum         | 4   | -   | -     | -   | 1**       |
| Wennigsen      | 3   | 2   | 2     | -   | -         |
| Wennigser Mark | 3   | 1   | 1     | -   | -         |
| Summe=         | 20  | 9   | 6     | 10  | 1         |

(*Wählergruppen: Wir für Argestorf, Wir für Wennigsen, Unabhängige WählerInnengemeinschaft Evestorf)
(**Einzelkandidat: Thomas Haubrich)

### Bürgerbeteiligung
Wiki loves monuments: Bürger bereichern mit ihrem Wissen und Fotos die Wikipedia
Die Gemeindeverwaltung veranstaltete mit Wikimedia Deutschland im September 2011 einen lokalen Fotowettbewerb über Bau- und Kulturdenkmäler. Ziel war die Dokumentation und öffentliche Bekanntmachung historischer Objekte. Von den 311 eingereichten Fotos erreichte ein Bild der Holtenser Kirche den elften Platz im nationalen Wettbewerb. Ein weiterer positiver Effekt waren das neu entstandene Denkmalverzeichnis Wennigsen und zahlreiche eigenständige Artikel zu Ortsthemen innerhalb von Wikipedia.
Klimaschutzaktionsprogramm: Bürger entwickeln kommunalen Fahrplan zur CO2-Reduzierung
In den Jahren 2009 bis 2010 wurde unter großer Bürgerbeteiligung das Klimaschutzaktionsprogramm mit 52 Vorschlägen zur Reduzierung der CO2-Bilanz entwickelt. Derzeit verbrauchen die Wennigser durchschnittlich 6,9 Tonnen im Jahr, die bis 2050 auf unter 2 Tonnen jährlich zur Einhaltung der Ziele des Kyoto-Protokolls reduziert werden sollen. Das Klimaschutzaktionsprogramm wurde Ende 2010 vom Gemeinderat beschlossen und soll zukünftiger Wegweiser für alle kommunalen Akteure sein.
Das Klimaversprechen: Regionales Bündnis zur Änderung des Energieverhaltens
Im Frühjahr 2011 wurde das „Klimaversprechen: Wennigsen und das Calenberger Land packen's an!“ gestartet. Die Teilnehmer verpflichten sich, innerhalb eines Jahres in allen CO2-relevanten Bereichen wie Mobilität, Energie, Ernährung und Konsum mindestens 2 % gegenüber dem Vorjahr zu sparen. Die Daten werden von der Universität Bremen online in einem Bürgerpanel ausgewertet und mit den Regionen Bremen, Bremerhaven sowie drei Regionen in Österreich und Spanien verglichen. Im September 2011 ist dieses Projekt von der deutschen UNESCO-Kommission als vorbildliche Bildungsoffensive der Vereinten Nationen ausgezeichnet worden.
Bürgerbeteiligungsprojekt Hohes Feld: Neugestaltung eines Wohnquartiers
Die Gemeinde Wennigsen hat mit Unterstützung des Instituts für Informationsmanagement Bremen der Universität Bremen das Beteiligungsprojekt „Hohes Feld“ Ende 2011 durchgeführt. Ziel war die Neugestaltung der öffentlichen Bereiche (Spielplätze, Grünanlagen und Wohnumfeld) eines in die Jahre gekommenen Wohnquartiers aus den 1970er Jahren. Die demographische Schere ist dort sehr ausgeprägt, von 550 Einwohnern sind zwei Drittel älter als 60 Jahre. Über 60 % aller Haushalte brachten sich bei der Gestaltung ihres unmittelbaren Umfeldes mit 122 Vorschlägen und einer anschließenden Abstimmung ein. Das Online-Verfahren lief vier Monate und entfaltete hohes bürgerschaftliches Engagement. Parallel verliefen Ortstermine und Arbeitsgruppensitzungen. Das Projekt wurde im April 2012 von der Init AG und dem Behörden Spiegel mit dem ersten Preis für Online-Partizipation ausgezeichnet.

## Wirtschaft und Infrastruktur

### Wirtschaftsstruktur
Die Wirtschaftsstruktur der Gemeinde Wennigsen (Deister) wird maßgeblich durch ihre Lage im Wirtschaftsraum der Region Hannover und ihre hohe Lebensqualität im Umfeld des Deisters bestimmt. Die hieraus resultierende Lage beschert der Gemeinde eine überdurchschnittlich hohe Kaufkraft und eine der höchsten Akademikerquoten in der Region Hannover. Die Branchenschwerpunkte von Wennigsen bilden die Naturkosmetik sowie die Feinmechanik und Elektrotechnik im produzierenden und verarbeitenden Gewerbe wie auch der Einzelhandel.

### Kaufkraft, Bonität, Steuern
Mit einem Einzelhandelskaufkraftsindex von 108,3 (2024) (D = 100) nimmt die Gemeinde Wennigsen im interkommunalen Vergleich der Region Hannover einen der vorderen Ränge (7.) ein. Der auch für die Region Hannover überdurchschnittliche Wert (Region Hannover = 101,6) belegt die hervorragenden Einzelhandelspotenziale innerhalb der Gemeinde. Zudem zeichnet sich Wennigsen, wie auch die umliegenden Kommunen im Calenberger Land, durch einen niedrigen Schuldneranteil an allen Haushalten aus. Die Steuerhebesätze betragen für die Grundsteuer A 900 Punkte, für die Grundsteuer B 600 Punkte und für die Gewerbesteuer 480 Punkte.

### Wirtschaftsnetzwerke

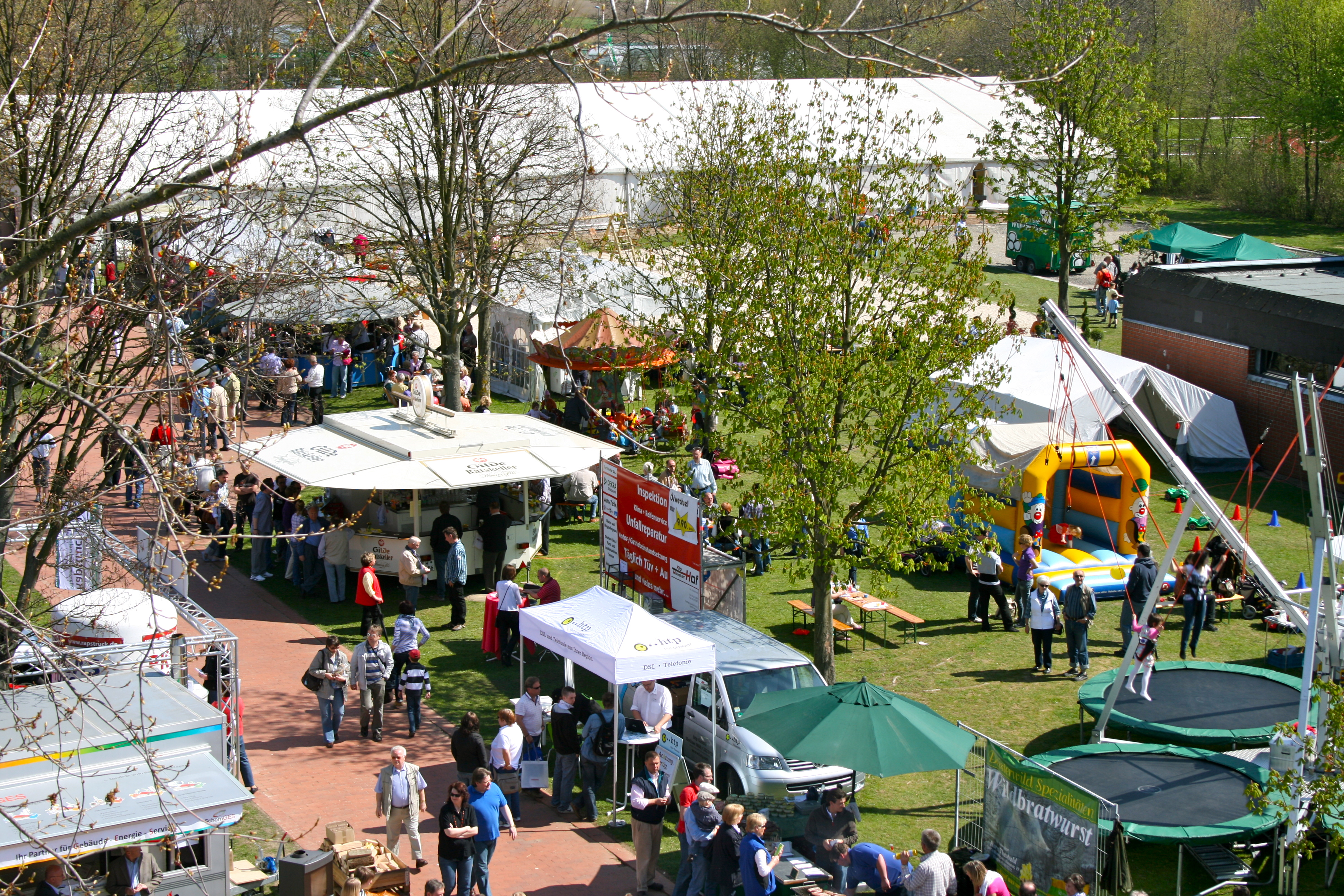
Gewerbeschau 2010

Wirtschaftsrelevante Netzwerke in Wennigsen sind die Wirtschaftliche Interessengemeinschaft Wennigsen (WIG) und des Management Senior Service (MSS). Bei der WIG handelt es sich um ein Netzwerk aus ca. 100 Unternehmen, die sich seit 1975 aktiv um die wirtschaftlichen Interessensvertretung der Wennigser Unternehmen, Gewerbetreibenden, Händler, Freiberufler und Künstler verdient gemacht hat. Alle drei Jahre wird die Wennigser Gewerbeschau von der WIG auf dem Gelände der Sophie-Scholl-Gesamtschule ausgerichtet. Im Jahr 2018 fand die Gewerbeschau zum ersten Mal auf dem Rittergut im Ortsteil Bredenbeck statt. Die nächste Gewerbeschau soll im Juni 2022 stattfinden.

### Unternehmen
- Laverana Naturkosmetik: Hersteller von Naturkosmetika
- Kreie Bauelemente – seit 1963 – Marmor, Granit & mehr
- Müller electronic: entwickelt elektronische Zähler (Wasser und Fernwärmezähler) insbesondere für die Schifffahrt
- marai Mechanik und Elektronik: Ingenieurbüro, spezialisiert auf Gehäuse für Informationssysteme im Bereich Bahntechnik
- Calenberger Feinmechanik
- Handke Medizintechnik
- mvk Line: feinmechanisches Unternehmen auf dem Gebiet der Dentaltechnik
- Freiherr Kniggesche Miteigentümerschaft, Land- und Forstwirtschaft: größter Nutzwaldeigentümer und Bewirtschafter von 1.230 ha

### Tourismus
Der Landesbetrieb für Statistik und Kommunikationstechnologie Niedersachsen weist 12 Beherbergungsbetriebe (mit mehr als neun Betten) und 548 Schlafgelegenheiten im Gemeindegebiet aus. Stand 2012: 7 Hotels, 1 Landheim, 25 Privatvermieter.
Als im Jahr 2000 im nahe gelegenen Hannover die Expo 2000 stattfand, gab es mit 39.813 Übernachtungen die bisher größte Zahl an Übernachtungen in Wennigser Beherbergungsbetrieben. 2011 buchten Gäste 34.362 Übernachtungen im Gemeindegebiet, was eine Steigerung um 9,5 % gegenüber dem Vorjahr darstellt. Mit 2.200 ausländischen Personen wurde 2011 ein Spitzenwert erreicht. Insgesamt besuchten 13.410 Personen die Gemeinde mit einer durchschnittlichen Aufenthaltsdauer von 2,3 Tagen pro Gast.

### Bildung

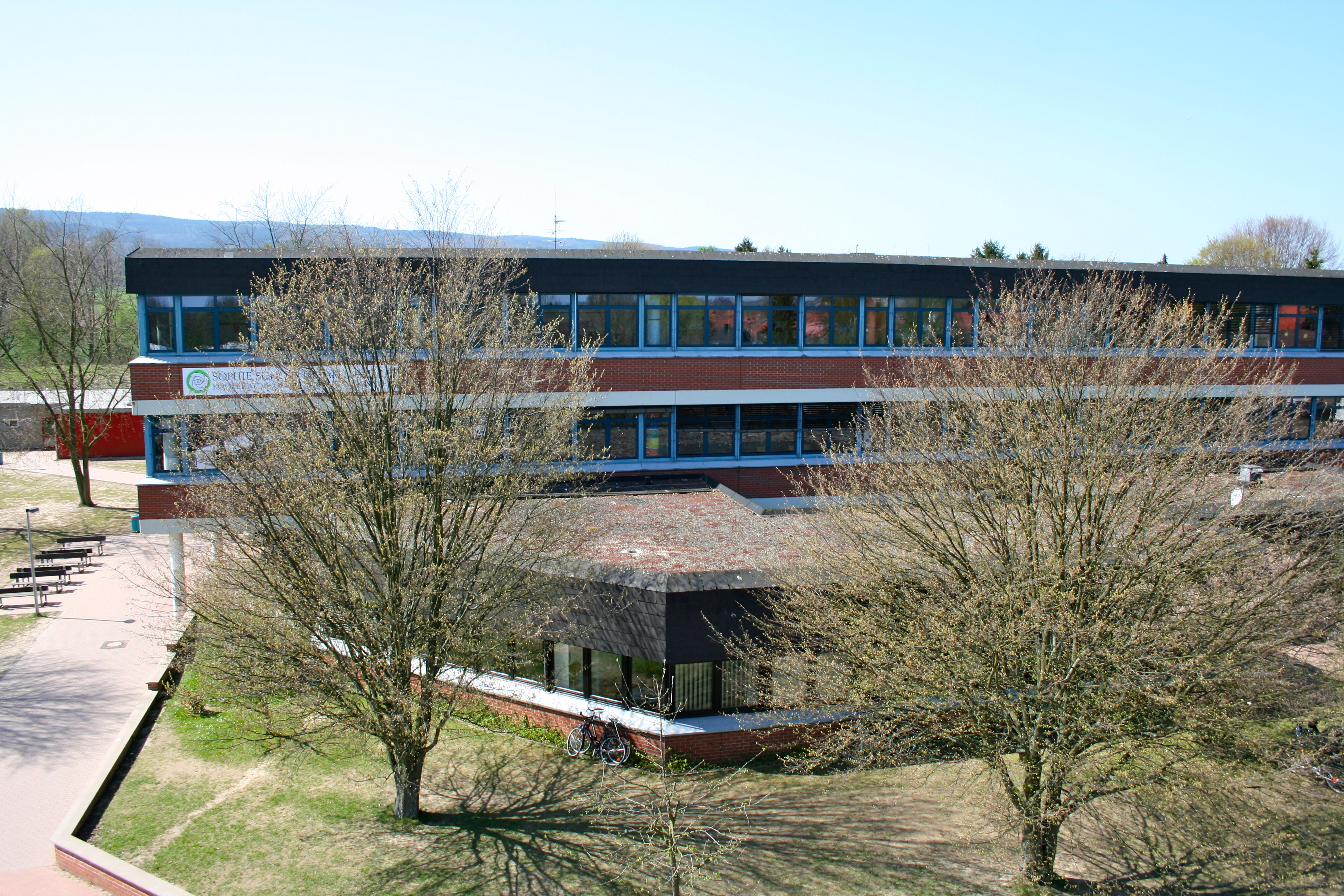
Sophie Scholl Gesamtschule Wennigsen (Kooperative Gesamtschule)

#### Schulen
Im Gemeindegebiet befinden sich die Grundschulen in Wennigsen und Bredenbeck. In Wennigsen selbst befindet sich die Sophie Scholl Gesamtschule, eine Kooperative Gesamtschule, die aus dem ehemaligen Schulzentrum Wennigsen mit Orientierungsstufe, Haupt- und Realschule hervorging. Die Besonderheit dieser Schule ist, dass in den Jahrgängen 5 bis 7 der Unterricht integrativ erfolgt. Dies wiederum bedingt, dass die Schüler im Gymnasialzweig das Abitur erst nach 13 Jahren ablegen können. Da die Sophie Scholl Gesamtschule über keine eigene Oberstufe verfügte, gab es eine Kooperation mit der KGS im Ronnenberger Ortsteil Empelde für den Besuch der dortigen Oberstufe. Seit dem Schuljahr 2013/2014 kann das Abitur nach 13 Schuljahren an der KGS abgelegt werden. Im Schuljahr 2015/2016 wurde an der KGS das erste Mal das Abitur abgenommen. Seit dem Schuljahr 2007/2008 erfolgt schrittweise die Einführung von Ganztagsunterricht. Für den Betrieb als Ganztagsschule sind Erweiterungen im Bau. Ein offener Ganztag wird bereits angeboten.
Im Ortsteil Sorsum befindet sich eine Waldorfschule mit angegliedertem Kindergarten.

#### Kindergärten
Im gesamten Gemeindegebiet befinden sich 12 Kindergärten die von sieben Trägern bewirtschaftet werden. Im Ortsteil Degersen ist ein Sprachheilpädagogischer Kindergarten und in Holtensen ein Heilpädagogischer Kindergarten. In Wennigsen befindet sich der Emmaus Kindergarten als Kindergarten mit christlicher Konfession. Bis auf die beiden kleinsten Ortsteile Argestorf und Evestorf ist in jedem Ortsteil eine Kinderbetreuung gegeben. Von 2012 bis 2013 wurde der Kindergarten Vogelnest in Passivhaus-ähnlicher Bauweise neu gebaut. Für alle entsprechenden Angelegenheiten wurde 2009 ein Familien- und Servicebüro im Rathaus eingerichtet.

### Verkehr

#### Straßenverkehr
Am östlichen Rand des Gemeindegebiets verläuft die Bundesstraße 217. Sie verläuft auf einer Umgehungsstraße östlich am Ortsteil Evestorf vorbei, durchquert dann den Ortsteil Holtensen und führt westlich von Steinkrug über den Deister in Richtung des Springer Stadtteils Völksen.

#### Öffentlicher Personennahverkehr

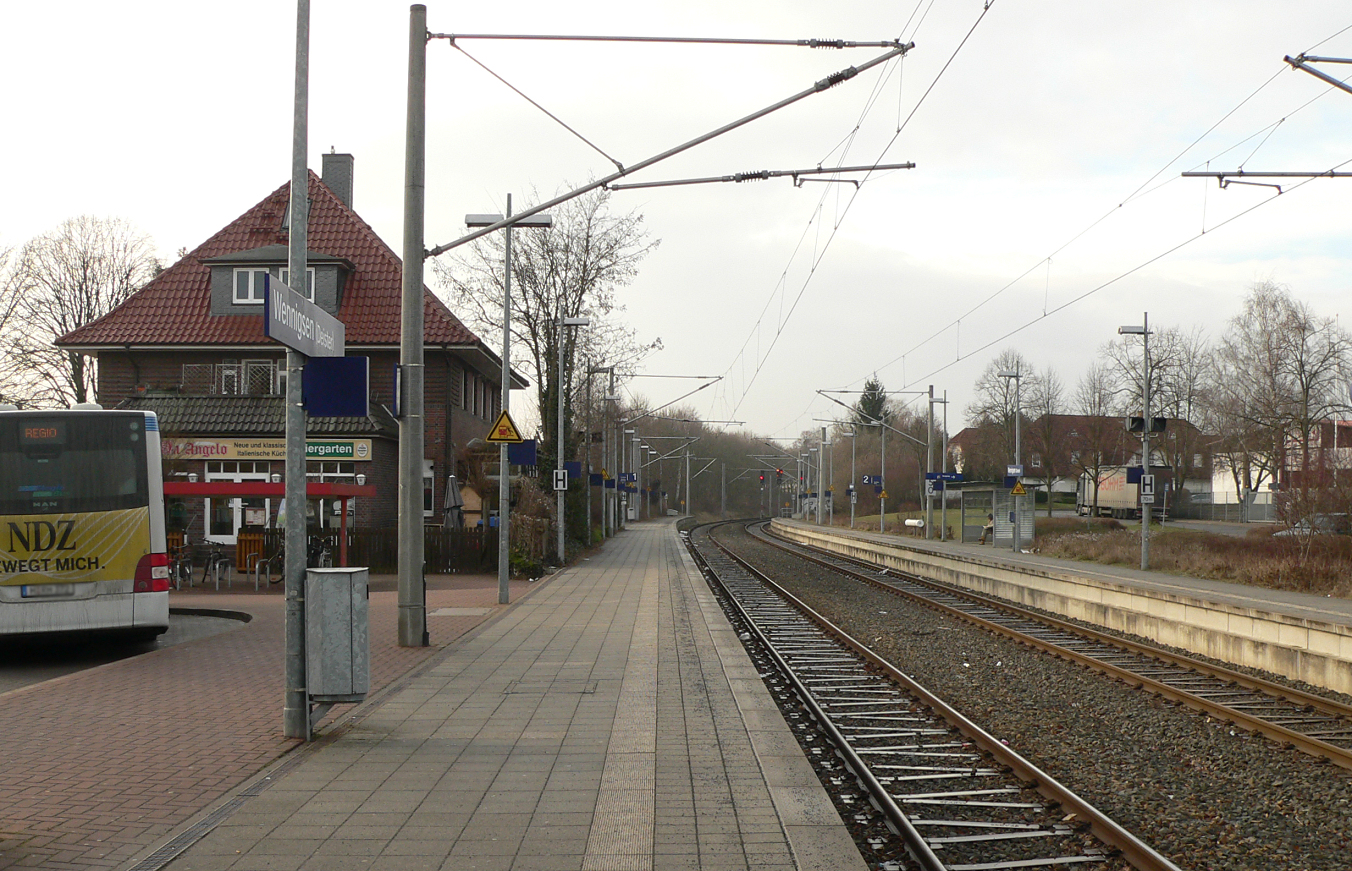
Haltepunkt Wennigsen

Im Ortsgebiet von Wennigsen befinden sich zwei Haltepunkte der S-Bahn Hannover. Dies sind zum einen der Haltepunkt Wennigsen mit den Linien S1, S2 und S21 entlang der Deisterstrecke Richtung Barsinghausen/Haste.
| Linie | Verlauf | Takt             |
| ----- | --- | ---------------- |
| S 1   | Minden (Westf) – Bückeburg – Kirchhorsten – Stadthagen – Lindhorst (Schaumb-Lippe) – Haste (Han) – Wunstorf – Dedensen-Gümmer – Seelze – Letter – Hannover-Leinhausen – Hannover-Nordstadt – Hannover Hbf – Hannover Bismarckstraße – Hannover-Linden/Fischerhof – Hannover-Bornum – Empelde – Ronnenberg – Weetzen – Lemmie – Wennigsen (Deister) – Egestorf (Deister) – Kirchdorf (Deister) – Barsinghausen – Winninghausen – Bantorf – Bad Nenndorf – Haste (Han) Stand: Fahrplanwechsel Juni 2022 | 60 min           |
| S 2   | Nienburg (Weser) – Linsburg – Hagen (Han) – Eilvese – Neustadt am Rübenberge – Poggenhagen – Wunstorf – Dedensen-Gümmer – Seelze – Letter – Hannover-Leinhausen – Hannover-Nordstadt – Hannover Hbf – Hannover Bismarckstraße – Hannover-Linden/Fischerhof – Hannover-Bornum – Empelde – Ronnenberg – Weetzen – Lemmie – Wennigsen (Deister) – Egestorf (Deister) – Kirchdorf (Deister) – Barsinghausen – Winninghausen – Bantorf – Bad Nenndorf – Haste (Han) Stand: Fahrplanwechsel Juni 2022       | 60 min           |
| S 21  | Expresslinie: Hannover Hbf – Hannover Bismarckstraße – Hannover-Linden/Fischerhof – Empelde – Weetzen – Wennigsen (Deister) – Barsinghausen Stand: Fahrplanwechsel Juni 2022 | 60 min (nur HVZ) |

Zum anderen besteht der Haltepunkt Holtensen/Linderte an der Linie S5 (Bahnstrecke Hannover–Altenbeken mit Anschluss nach Springe, Hameln, Bad Pyrmont und Paderborn) beziehungsweise Hannover Flughafen.
Nur wenige Meter außerhalb des Gemeindegebietes liegen die S-Bahn-Stationen Lemmie (Stadt Gehrden) und Egestorf (Stadt Barsinghausen). Durch die unmittelbare Nähe zu den Wennigser Ortsteilen Sorsum bzw. Wennigser Mark dienen diese Haltestellen ebenfalls zur Anbindung des Gemeindegebietes an den öffentlichen Nahverkehr.
Mehrere Buslinien der RegioBus bedienen das Gebiet der Gemeinde. Eine Linie verbindet Wennigsen mit den Ortsteilen Argestorf, Bredenbeck und Steinkrug und führt dann weiter über das Wisentgehege Springe und das Krankenhaus Springe zum Springer Bahnhof. Einige Stichfahrten führen an Schultagen zum Bennigser Bahnhof. Eine weitere Linie verbindet Wennigsen ebenfalls mit den Ortsteilen Argestorf und Bredenbeck. Außerdem bedient sie die Ortsteile Holtensen, Evestorf und Sorsum und endet am Bahnhof Weetzen. Eine Linie verbindet Wennigsen mit dem Ortsteil Wennigser Mark und führt weiter entlang des Deisters nach Barsinghausen. Eine weitere Linie verbindet Wennigsen mit den Ortsteilen Bönnigsen und Degersen und verkehrt weiter über Gehrden nach Empelde, wo Anschluss an die Stadtbahn Hannover besteht. Zwei Linien dienen dem Schülerverkehr.

#### Flugverkehr

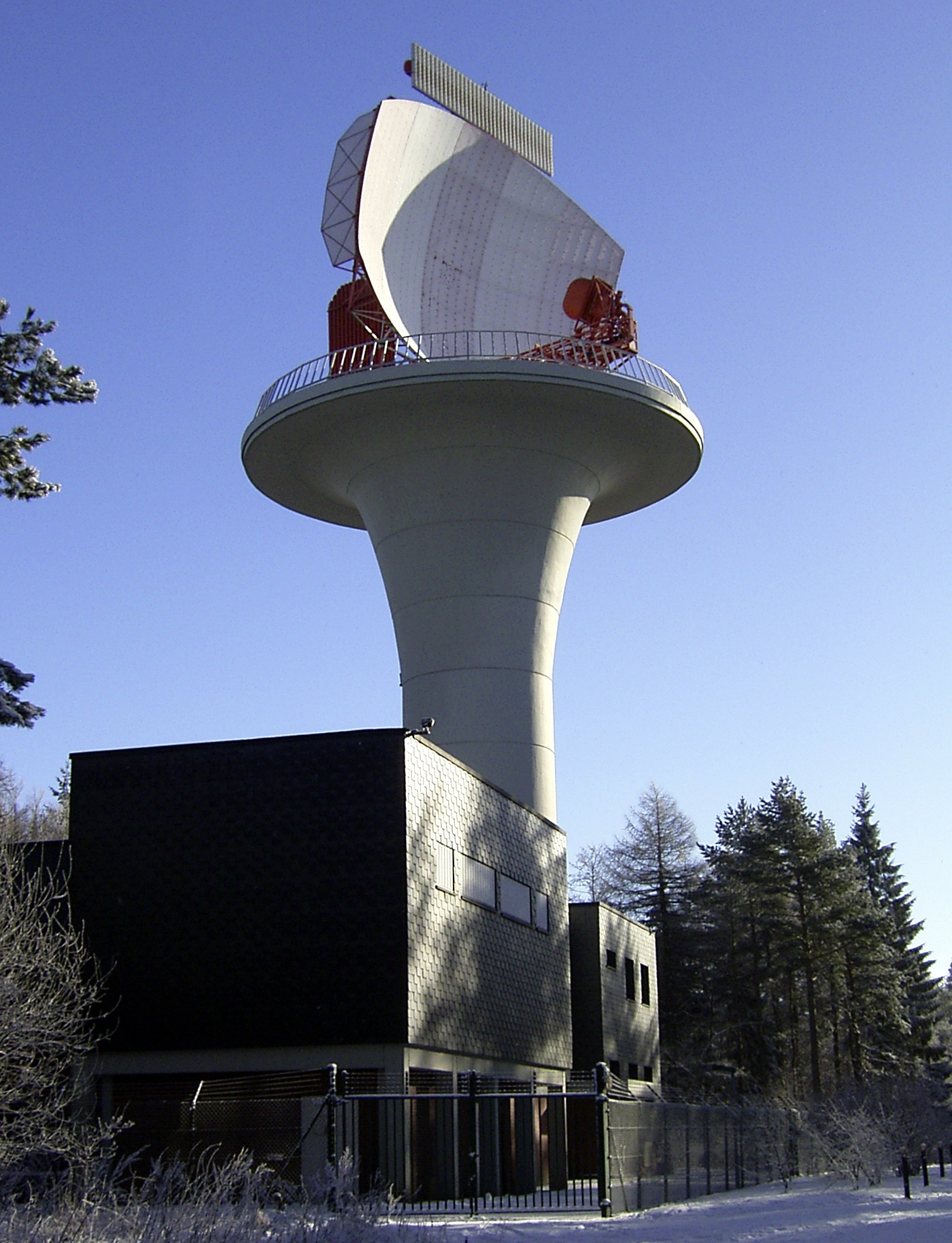
Überwachung des Flugverkehrs durch die Radaranlage Deister der Deutschen Flugsicherung

Auf der Deistererhebung Höfeler (395 m ü. NN) befindet sich eine SRE-M-Radaranlage der DFS zur Überwachung des mittleren Luftraums. In Deutschland befinden sich insgesamt sechs Anlagen, die den deutschen Luftraum überwachen. Der Erfassungsradius liegt bei etwa 145 NM (Nautischen Meilen, entspricht 270 km). In circa 1,5 km Entfernung, auf dem sogenannten Bröhn, stehen weitere Sende- und Empfangsanlagen der Flugsicherung.

#### Radverkehr
2008 wurde erstmals in der Region Hannover ein Radverkehrsplan zusammen mit dem lokalen ADFC, der Politik und der Kommunalverwaltung entwickelt. Ziel war die strategische Förderung des Radverkehrs. Dazu wurde ein umfangreicher Maßnahmenkatalog entwickelt, der in den folgenden Jahren weitestgehend abgearbeitet wurde. Wesentliche Bestandteile waren die flächendeckende Beschilderung mit Entfernungsangaben, Ausbau und Modernisierung der Abstellanlagen sowie die öffentliche Sensibilisierung für das Thema. Die Beschilderung wurde 2011 vollständig auf sechs Routen mit 39 km Länge und 140 Schildern umgesetzt. Rund 950 Fahrradparkplätze mit Rahmenhaltern sowie eine zentrale abschließbare Fahrradgarage am S-Bahnhof Wennigsen sind im gleichen Jahr installiert worden. Mit der Wirtschaftlichen Interessengemeinschaft (WIG) wurden gemeinsame Aktionen zur Stärkung des Mobilitätsverhaltens im Einzelhandel durchgeführt. In Kooperation mit dem Land Niedersachsen konnten zwei Radwege mit einer Gesamtlänge von 3,5 Kilometern neu gebaut werden (Wennigsen – Wennigser Mark, Wennigsen – Sorsum). Der Radweg Evestorf – Sorsum wurde grundsaniert. Weitere Maßnahmen wie die Kennzeichnung unechter Sackgassen, Installation einer Beleuchtungsanlage auf dem Weg zum Bahnhof Holtensen (ca. ein Kilometer Länge), Bordsteinabsenkungen und weitere kleine bauliche Maßnahmen folgten. Zur Sicherstellung eines ständigen Austauschprozesses wurde zwischen dem ehrenamtlich tätigen ADFC und der Gemeindeverwaltung ein regelmäßig tagender „runder Tisch Radverkehr“ eingerichtet.

### Klimaschutz

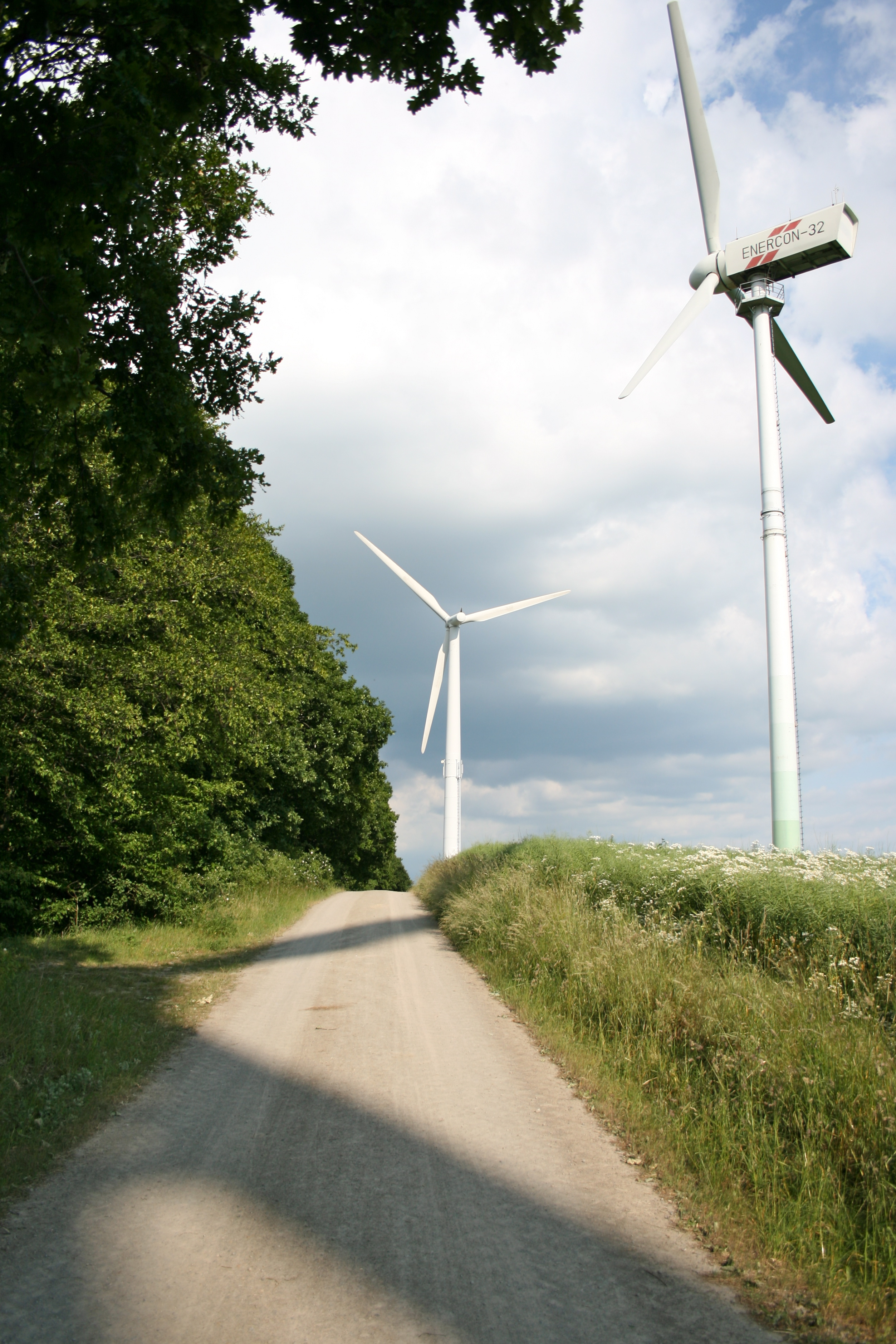
Windkrafträder auf dem Vörier Berg

1990 wurden Windkrafträder auf dem Vörier Berg errichtet. 1998 entstand im Neubaugebiet Langes Feld eine preisgekrönte Ökosiedlung. Nach der Schließung des Wennigser Freibades wurde im Jahre 2000 der Wennigser Wasserpark mit einem selbstreinigenden Regenerationsteich eröffnet. Die ehemals konventionelle Anlage kann auf den Einsatz von Chemikalien gänzlich verzichten, was die Betriebskosten halbierte.
Seit 2008 ist der ehrenamtliche Klimaschutzbeauftragte Detlev Krüger-Nedde in der Gemeinde mit Öffentlichkeitsarbeit und Beratungen aktiv. 2009 wurden gemeinsam mit der Klimaschutzagentur über 175 Energieberatungen in Haushalten und Unternehmen durchgeführt.
In den Jahren 2009 und 2011 wurden zum Klimaschutz zwei Bürgerbeteiligungsprojekte von der Gemeinde initiiert, siehe Abschnitt Bürgerbeteiligung.
Die Gemeinde hat als einzige norddeutsche Kommune eine Holzhackschnitzelheizung installiert, die sich in einer Gesamtschule mit rund 1.000 Schülern befindet. Sie hat eine Nennleistung von 360 kW und bringt 300 Tonnen CO2-Einsparung jährlich. Von 2009 bis 2011 wurden alle Straßenlampen im Gemeindegebiet durch eine energiesparende Beleuchtung ersetzt. Damit konnte der Stromverbrauch um zwei Drittel reduziert werden; das bedeutet eine jährliche CO2-Einsparung von 140 Tonnen.

## Kultur und Sehenswürdigkeiten

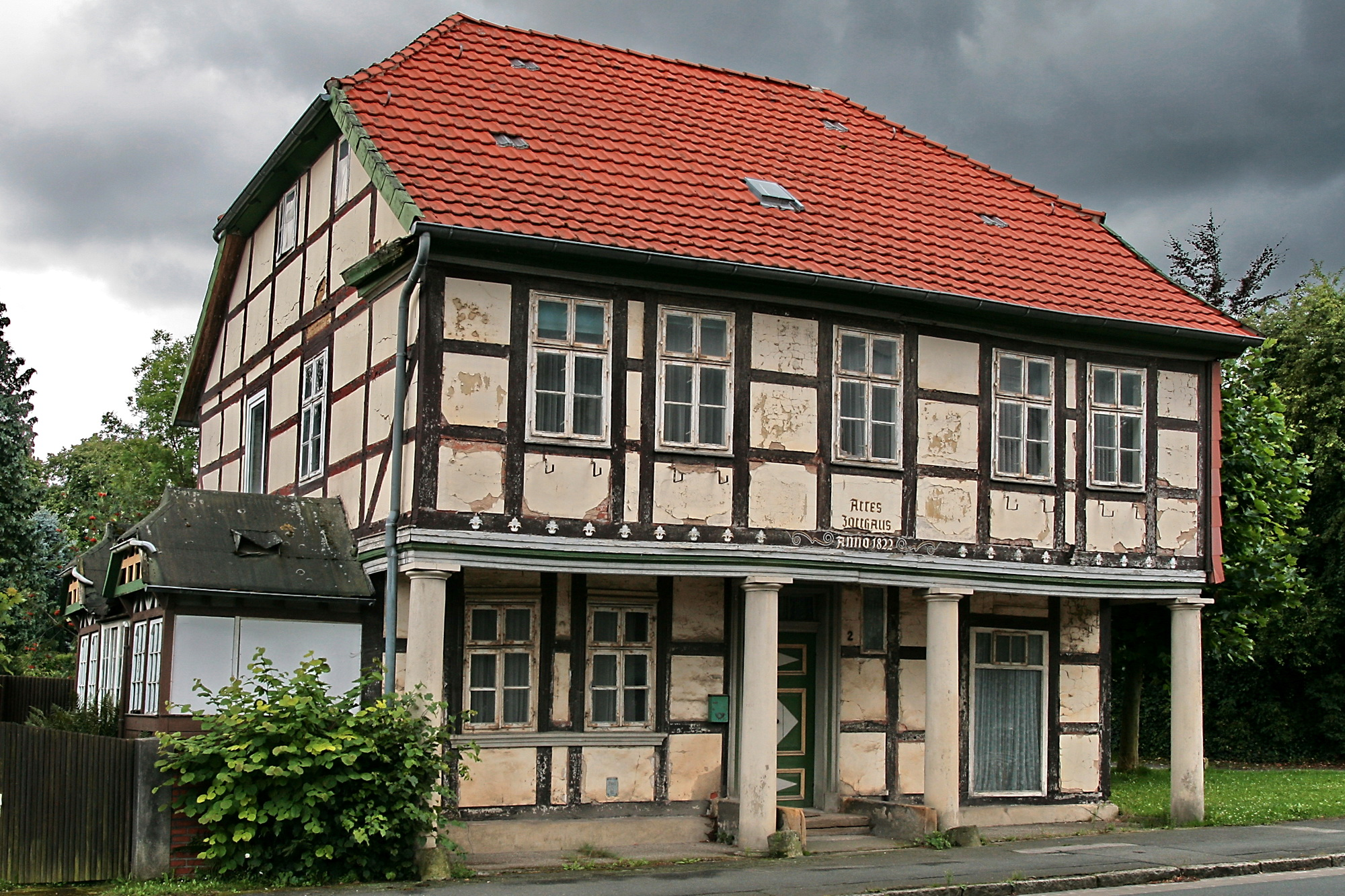
Altes Zollhaus Wennigsen von 1822

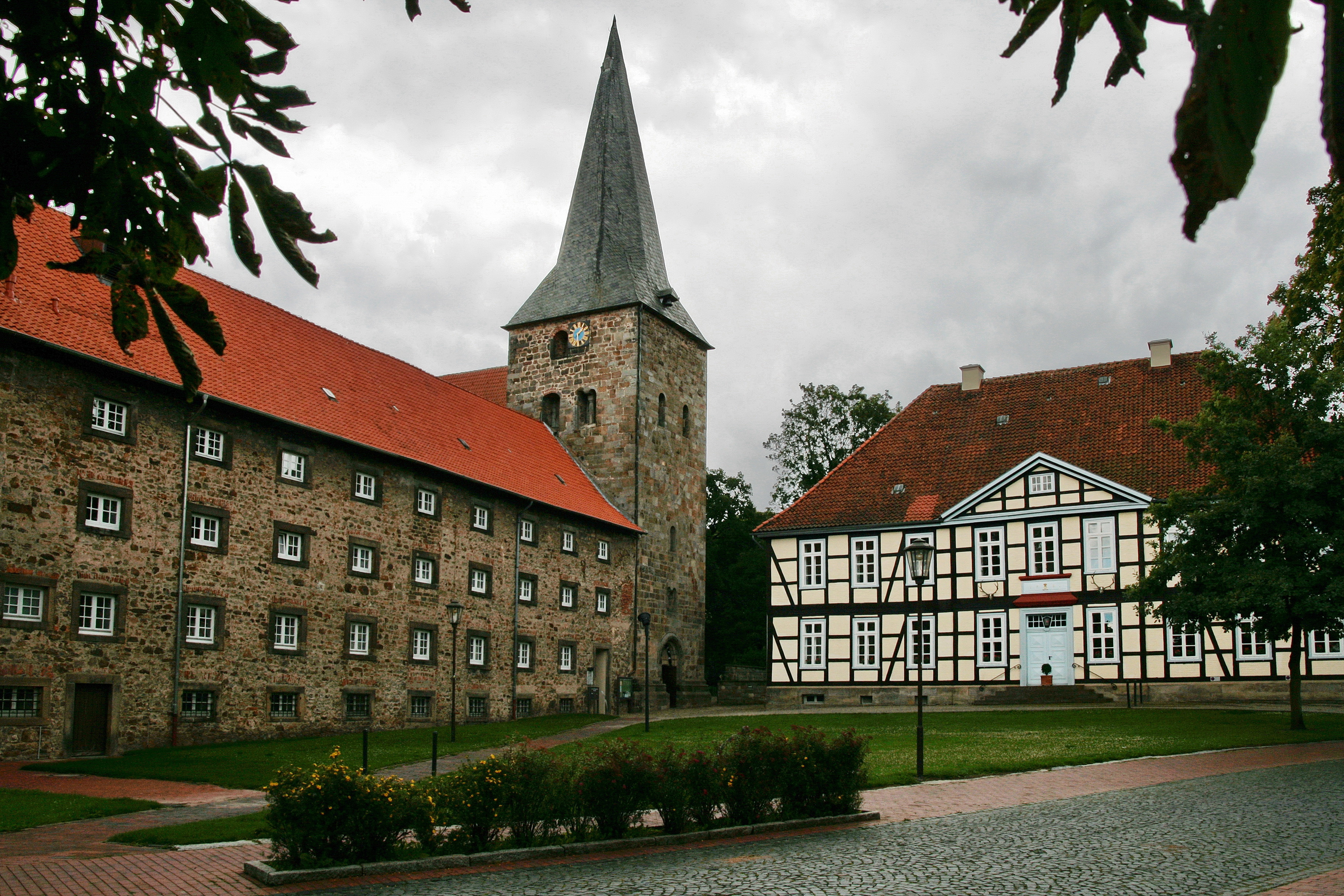
Kloster Wennigsen mit ehemaligem Klosterforstamt

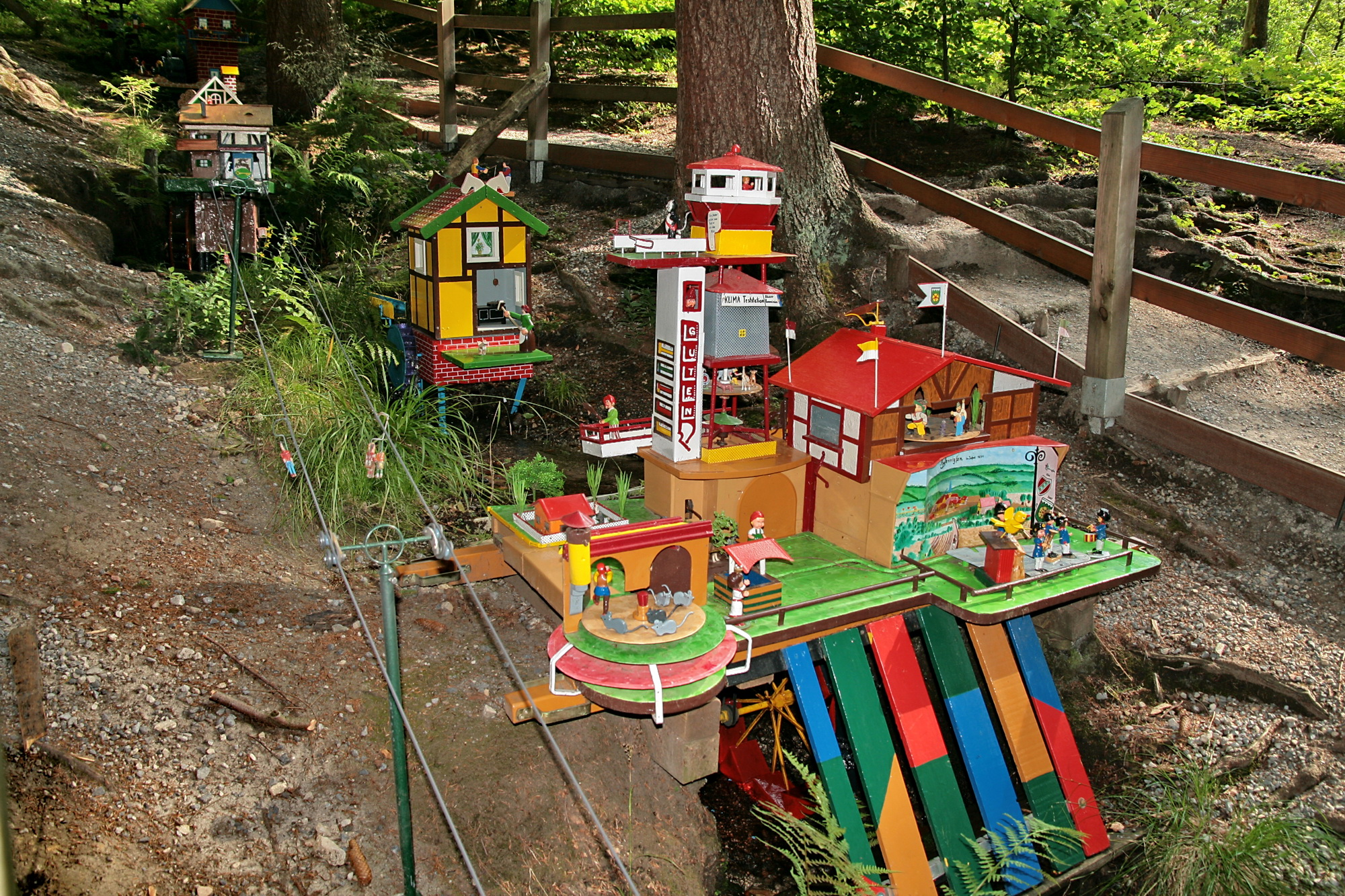
Wennigser Wasserräder im Deister

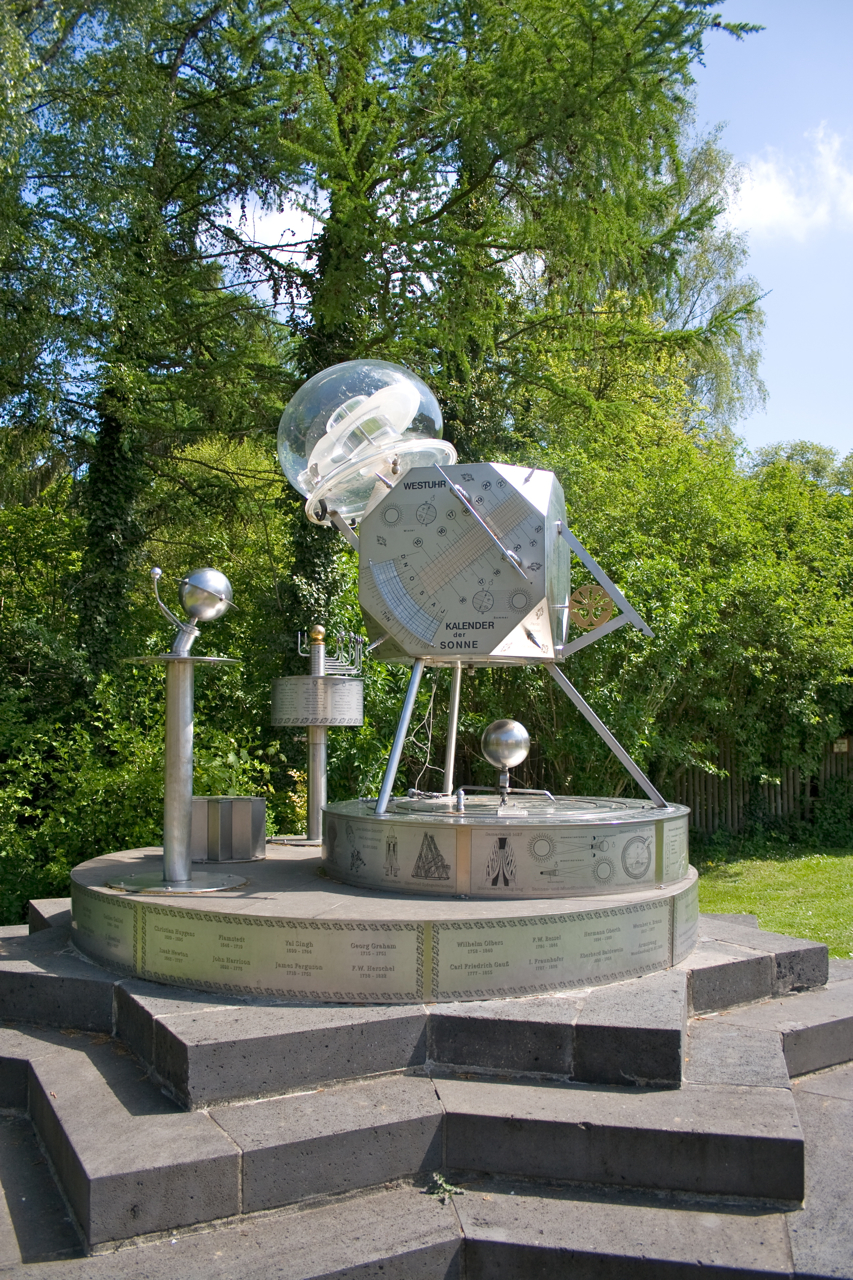
Sonnenuhr von Erich Pollähne

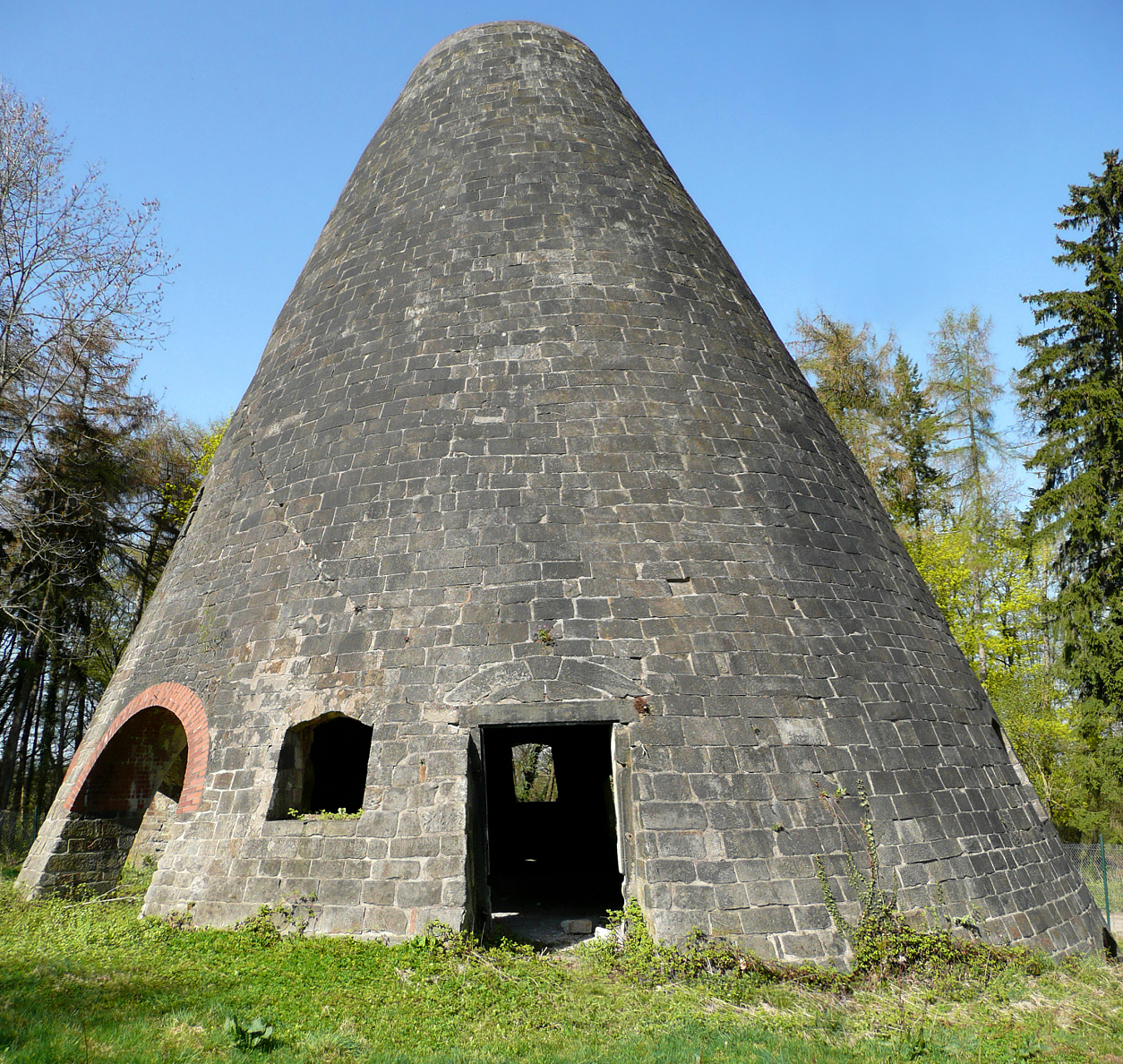
Glashütte Steinkrug

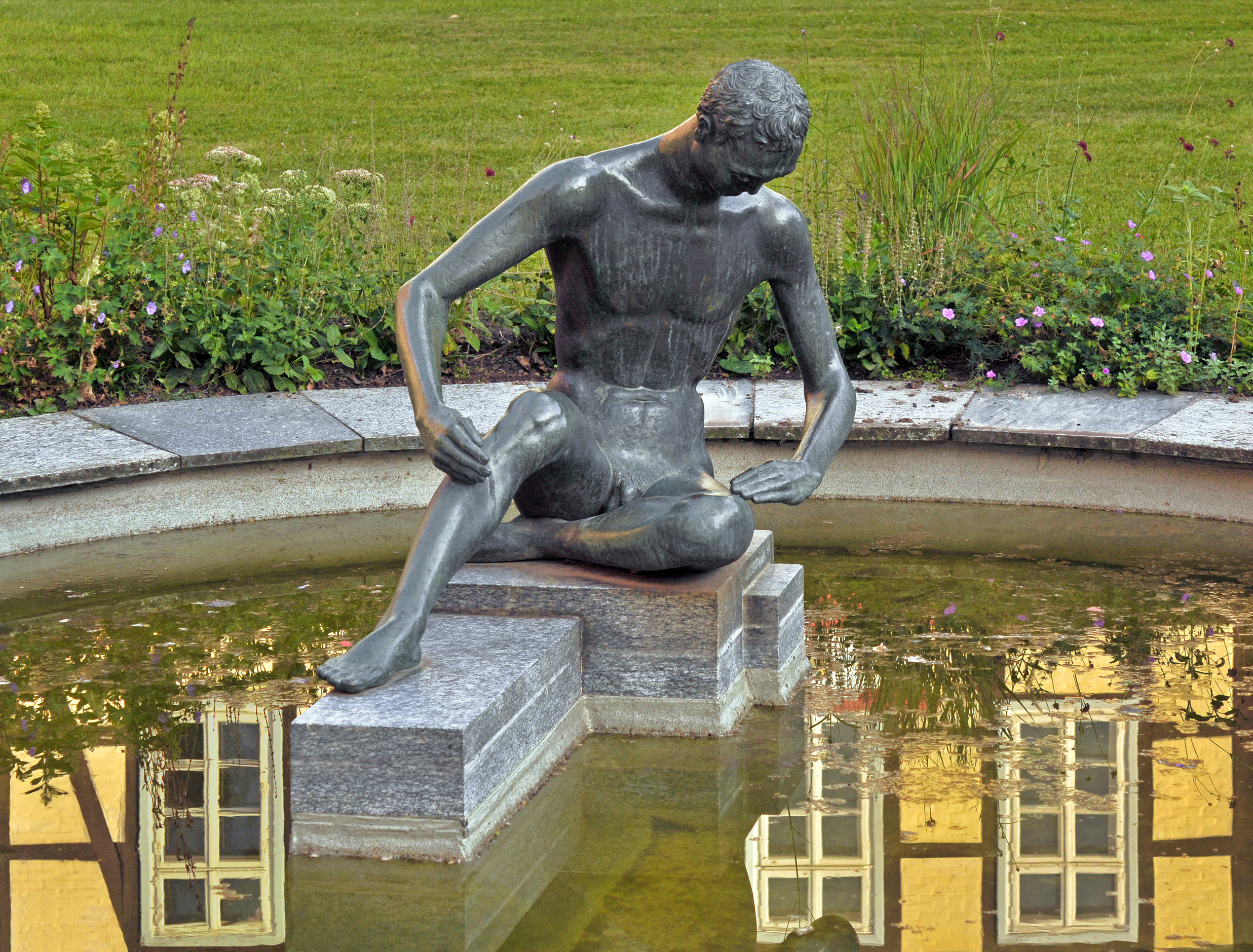
Jünglingsbrunnen von Friedrich Adolf Sötebier

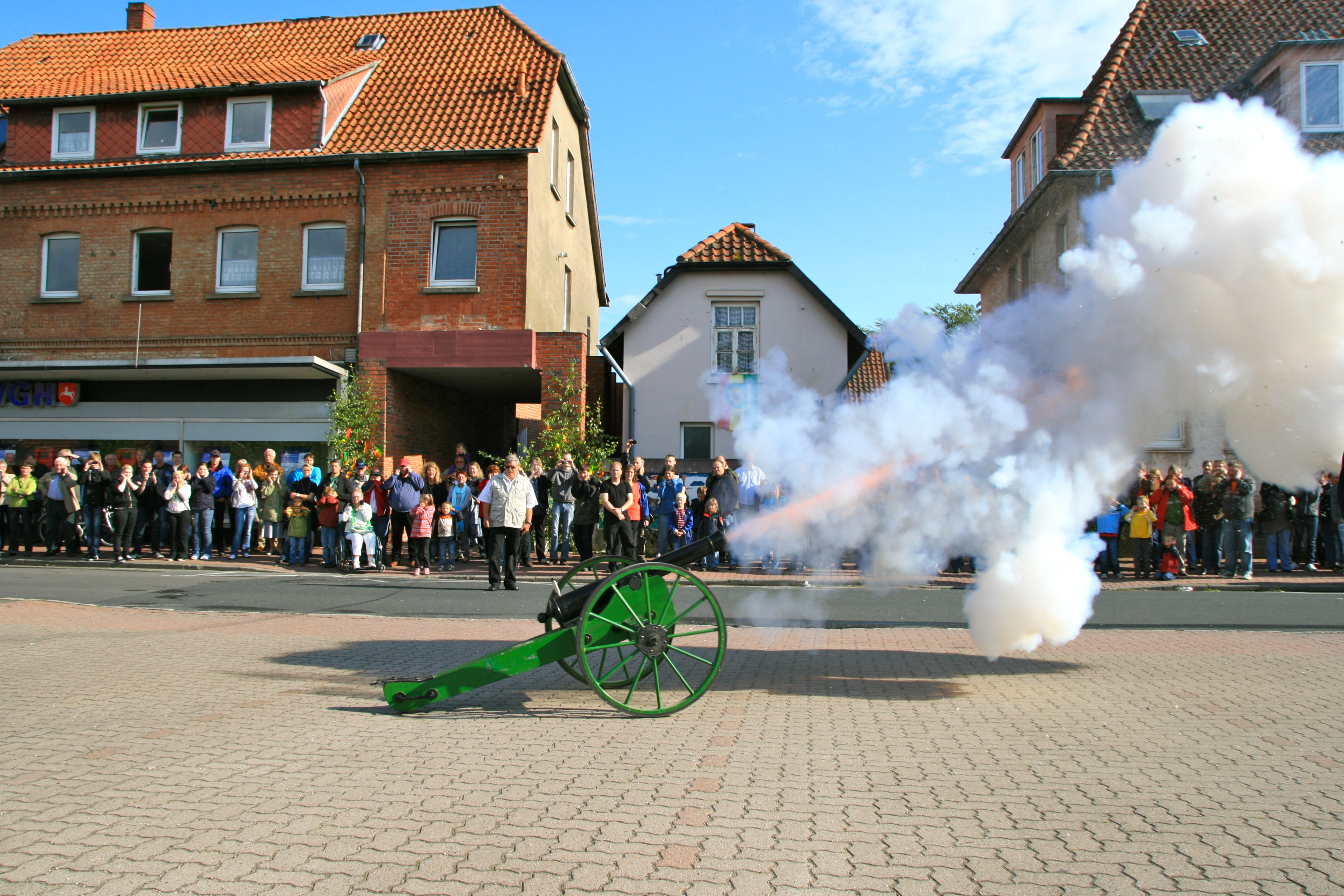
Mit einem Kanonenschuss wird das historische Freischießen eröffnet.

Für die Naherholung von Bedeutung sind vor allem der Deister mit den Wennigser Wasserrädern am Feldberg und das zum Wasserpark Wennigsen umgebaute Freibad. Ein besonders Ereignis ist das alle drei Jahre stattfindende Historische Freischießen.
Der Spazierweg Mühlendammweg führt vom Kloster Wennigsen entlang des Wennigser Mühlbachs zum Bröhnweg und verbindet dabei die noch bestehenden ehemaligen Mühlteiche miteinander. Am Feuerwehrplatz führt es dabei am Spritzenhaus Wennigsen vorbei, dem ehemaligen Feuerwehrhaus der Freiwilligen Feuerwehr Wennigsen, in dem sich heute ein Zentrum für kunsthandwerkliches Arbeiten befindet. Unterhalb des oberen Mühlteiches befindet sich das Heimatmuseum Wennigsen, in dem sich neben wechselnden Ausstellungen zu verschiedenen Themen auch Dauerausstellungen zur Ortsgeschichte, alten Handwerksberufen, dem Deisterbergbau sowie der vorherigen Nutzung des Gebäudes als Wassermühle befinden.
Als sehenswerte Objekte sind zusammenfassend das Kloster mit seinem romanischen Wehrturm von 1150, der Wasserpark mit einer rein biologischen Wasseraufarbeitung, das Heimatmuseum Wennigsen in der Oberen Mühle aus der Zeit um 1700, die Kunstwerke Doppelhelix und Sonnenuhr (Spirale des Lebens von Hugo Kükelhaus) des Wennigser Feinmechanikermeisters Erich Pollähne, die Wennigser Wasserräder im Deister sowie das unter Denkmalschutz stehende Alte Zollhaus Wennigsen von 1822 hervorzuheben.

### Sehenswürdigkeiten in den Ortschaften
Argestorf:
- Widdergut Vier Eichen

Bredenbeck:
- Rittergut Bredenbeck der Freiherrn Knigge
- Kornbrennerei Warnecke
- Alte Schule Bredenbeck
- Heimatstube Bredenbeck

Degersen:
- Rehrenborn
- Kapellengarten

Evestorf:
- Ihmestein Evestorf

Holtensen:
- Holtenser Kirche
- Holtenser Doppelacht

Sorsum:
- Johanneskapelle Sorsum

Steinkrug bei Bredenbeck:
- Glashütte Steinkrug

Wennigsen:
- Kloster Wennigsen Augustinerinnen Kloster von 1190
- Doppelhelix und Sonnenuhr Spirale des Lebens und prunkvolle Sonnenuhr
- Spritzenhaus Wennigsen Zentrum für regionales Kunsthandwerk
- Heimatmuseum Wennigsen
- Mühlendammweg
- Wasserpark Wennigsen
- Altes Zollhaus Wennigsen

Wennigser Mark:
- Georgsplatz

Deister:
- Wennigser Wasserräder
- Bröhnweg

Weitere Touren zu Sehenswürdigkeiten:
- Der grüne Faden. Wandertour durch Wennigsen[41]
- Die grüne Kette. Fahrradtour durch acht Wennigser Ortschaften[42]
- Auf Laves Spuren.[43] Historische Führung auf den Spuren des königlichen Hofbaumeisters durch Bredenbeck

### Regelmäßige Veranstaltungen
Frühjahr:
- Ostermarkt auf dem Hof der Kornbrennerei Warnecke in Bredenbeck.
- Eröffnung der Wennigser Wasserräder und des Wennigser Wasserparks.
- Maibaumaufstellen in Argestorf, Bredenbeck, Degersen und Holtensen.
- Deistertag: Auftakt zur Wandersaison im Deister, Waldparkplätze.
- Wennigser Kunstspur – Tag des offenen Ateliers. Alle zwei Jahre öffnen über 30 Wennigser Ateliers ihre Türen.
- Open Air im Rahmen des Masala Festivals auf dem Hof der Kornbrennerei Warnecke in Bredenbeck

Sommer:
- Himmelfahrtsfrühschoppen mit Jazz am Georgsplatz und Musik an der Kornbrennerei Warnecke.
- Historisches Freischießen. Mehrtägiges Spektakel mit hunderten Bürgern als Statisten, festlichem Umzug und tausenden Besuchern, alle drei Jahre.
- Sommerfest des Klosters Wennigsen mit klassischen Konzerten und Darbietungen.
- Sommerkino auf dem Rittergut Knigge, Hof der Kornbrennerei Warnecke und Innenhof des Klosters Wennigsen.

Herbst:
- Gutsfest auf dem Rittergut der Freiherrn Knigge in Bredenbeck.
- Wennigser Cruisinglauf: Schülerlauf, Walking und Halbmarathon.
- Regionsweiter Entdeckertag mit Museumsfest am Heimatmuseum.
- Bauernmarkt auf dem Hof der Kornbrennerei Warnecke in Bredenbeck.
- Obstweinfest Holtensen mit Wahl der Weinkönigin.

Winter:
- Adventsmarkt auf dem Hof der Kornbrennerei Warnecke in Bredenbeck.
- Klassische Adventskonzerte in der Klosterkirche Wennigsen.
- Weihnachtsmarkt auf dem Feuerwehrplatz Wennigsen.

## Persönlichkeiten

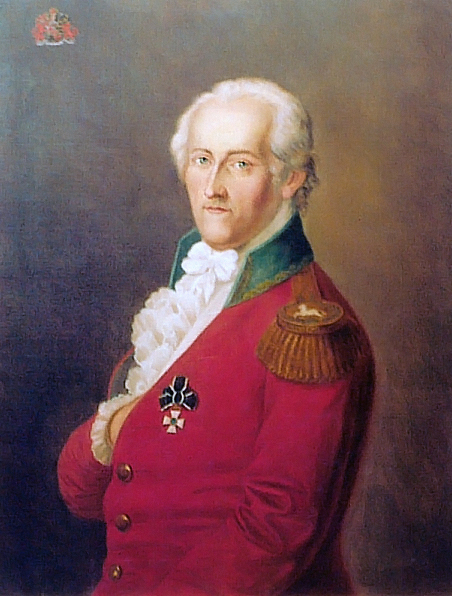
Adolph Freiherr Knigge

- Adolph Freiherr Knigge (1752–1796), geboren in Bredenbeck, Schriftsteller der Aufklärung
- Otto Fricke (1894–1966), Konteradmiral im Zweiten Weltkrieg
- Friedrich Adolf Sötebier (1896–1973), Bildhauer
- Heinz Erhardt (1909–1979), deutscher Komiker, Musiker und Schauspieler, wohnte zeitweise in der Wennigser Mark, wie auch Teresa Orlowski und Mike Hanke
- Erich Pollähne (1910–2005), Feinmechaniker und Künstler
- Hellmut Glubrecht (1917–2009), Gründer des ISFH (Institut für Solarforschung Hameln) in Emmerthal
- Ilse Gottwald (* 1936), freischaffende, regional bedeutsame Künstlerin
- Friedrich Wilhelm Korff (* 1939), Philosoph und Schriftsteller
- Hans-Georg Wenzel (1945–1999), Geodät, verstorben in Wennigsen
- Peter Panka (1948–2007), Rockmusiker, verstorben und beigesetzt in Wennigsen
- Gesine Meißner (* 1952), Politikerin (FDP), Mitglied des Europäischen Parlaments
- Robert Marlow (* 1959), Architekt und Präsident der Architektenkammer Niedersachsen
- Frank Hartmann (* 1960), ehemaliger Fußballspieler
- Gunnar Spellmeyer (* 1964), Designer
- Annette Behnken (* 1969), Theologin, 2012 bis 2018 Pastorin der Klosterkirche Wennigsen
- Silke Stremlau (* 1976), Nachhaltigkeitsexpertin, Vorsitzende des Sustainable-Finance Beirates der Bundesregierung
- Christoph Meineke (* 1979), ehem. Wennigser Bürgermeister